# Fromage fort
Fromage fort est un terme générique désignant un mélange de fromage, d'alcool et d'aromate. C'est avant tout une fabrication maison pour laquelle il n’existe pas de recette unique.
D'aspect et d'odeur assez repoussants pour le non-initié, cette préparation fromagère est à l'origine de la foune, un plat imaginaire apparaissant dans le film Les bronzés font du ski.

## Aire géographique
Le fromage fort est connu sous de diverses appellations notamment en Bourgogne et dans tout le Midi de la France : Rhône-Alpes, Provence-Alpes-Côte d'Azur, Languedoc et Guyenne, dans les départements de la Drôme, de l'Ain, de l'Ardèche, des Alpes-de-Haute-Provence, des Alpes-Maritimes, des Bouches-du-Rhône, des Hautes-Alpes, de l'Isère, de la Savoie, du Var et de Vaucluse, ainsi que dans les départements du Pas-de-Calais, de la Sarthe et de l'Orne.

## Origine et usage
L'origine des fromages forts tient surtout à la nécessité de revaloriser, dans un but d'économie, un fromage raté, un reste domestique, ou le sous-produit de la fromagerie, en conservant ses nutriments essentiels. Ces fromages, parfois appelés la « viande du pauvre » servaient à « faire manger du pain ». C'est un plat populaire consommé par les travailleurs (paysans de plaine et de montagne, ouvriers, mineurs de fond, canuts, etc)

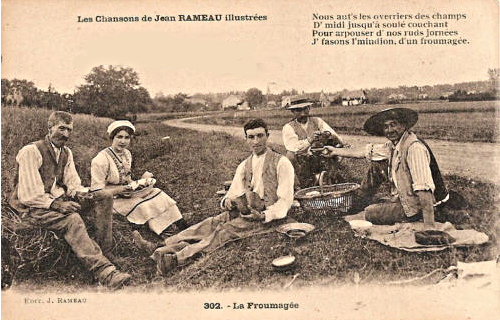
Pause « froumagée » au champ.
Carte postale et poème de Jean Rameau

Nizier du Puitspelu donne une recette de fromage fort dans le Littré de la Grand'Côte, publié en 1894. Il écrit à ce sujet : « Je connais une famille à Fleurieu-sur-Saône, où le fromage fort est conservé depuis 1744. Lorsqu’une fille se marie, elle reçoit avec la couronne de fleurs d’oranger le pot précieux qu’elle transmet à ses enfants. Si, dans beaucoup de familles, le fromage fort ne remonte pas même à un siècle, il faut l’attribuer aux horreurs de 93, qui firent tout négliger »
En 1938, Augustin Fabre, indiquait dans son ouvrage édité à Rodez, Le roquefort de Pline l'Ancien : « Ainsi depuis les monts de la Vaysse jusqu'aux Alpes de Provence en passant par Roquefort et le pont d'Avignon, sous des noms différents (rebarbo, cachat, broussi, séras) nous trouvons partout, inscrit dans la langue et gravé dans les mœurs, le goût de nos ancêtres pour les fromages forts. ».
Pourtant, même s'agissant d'un mets connu de l'alimentation locale, il est rare de proposer du fromage fort à la fin d'un repas. Ce n'est pas dans les habitudes et il est généralement absent du menu destiné à des convives de passage. Les rares consommations de fromage fort se font entre parents ou amis originaires de la même région. On agit comme si ce type de fromage manquait de noblesse pour être l'ambassadeur à l'extérieur de la gastronomie régionale.

## Recette

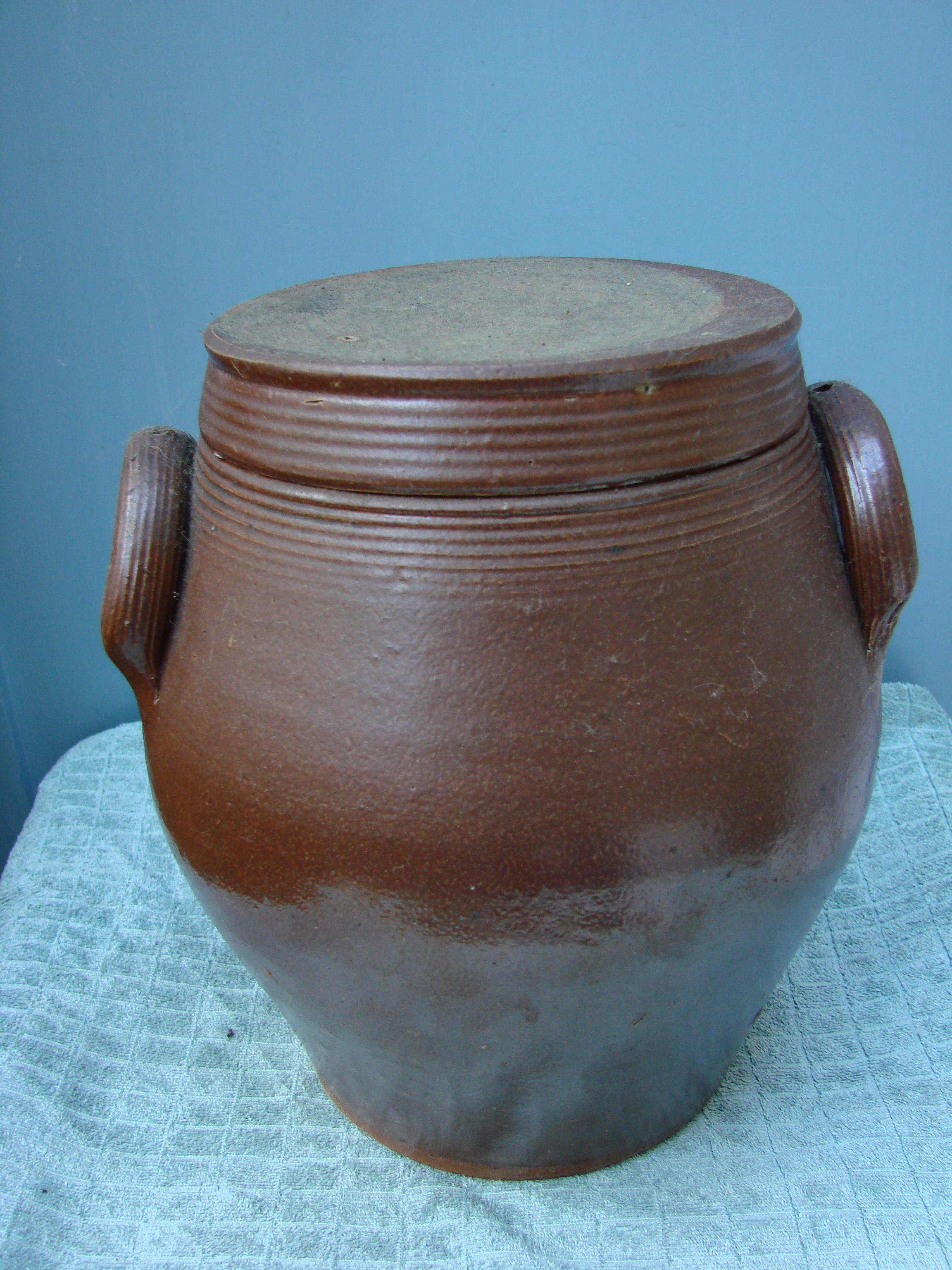
Jarre en grès vernissé

La composition du fromage fort est plus ou moins variable suivant les produits présents dans les régions concernées, mais comprend invariablement de l'alcool, qui éradique le microbiote et le développement des acariens du fromage. Également, il relève la saveur du mélange.
On distingue deux sortes de fromages forts :
- non fermenté, le produit étant consommé dans les jours suivant sa fabrication ;
- fermenté, une quantité équivalente de fromages étant ajoutée après chaque ponction, pour que le pot ne désemplisse pas[4].

Les recettes différent suivant :
- le type de fromages disponibles dans la région (chèvre, vache, mélange de fromages (restes, invendus, accidents de fabrication…), d'origine unique ou différentes, ratissures de fromage) ;
- les sortes d'alcools employés (cidre, vinaigre, vin blanc du crû, eau-de-vie de prune, de raisin, marc de pomme[4], de raisin, armagnac, absinthe, mistelles diverses…) ;
- l'ajout ou non de divers ingrédients comme huile, ail, oignons, poivre, sel, persil ;
- certains usages locaux : ajout de bouillons de légumes, particulièrement de bouillon de poireau dans la région Rhône-Alpes par exemple ;
- la durée de conservation.

Les ingrédients sont mélangés, pétris dans un pot ou jarre de grès vernissé. L'ajout d'eau sous des formes diverses (alcool, bouillon, fromage frais, lait…) provoque alors une seconde fermentation du fromage. Après avoir vieilli quelque temps, le fromage fort se présente sous la forme d’une crème pâteuse ou granuleuse, plus ou moins onctueuse et fluide, d'une couleur jaunâtre, ivoire, crème, bleuâtre, verdâtre ou grisâtre qui dégage une odeur forte et un goût puissant.
La préparation est ensuite consommée, suivant les régions en tartine, sur des tranches de pain pouvant être grillées, poivrées, « oignonnées », huilées, des gaufres de sarrasin, ou encore avec de la polenta ou des pommes de terre.

## Quelques recettes traditionnelles de fromages forts

### Le bosson macéré

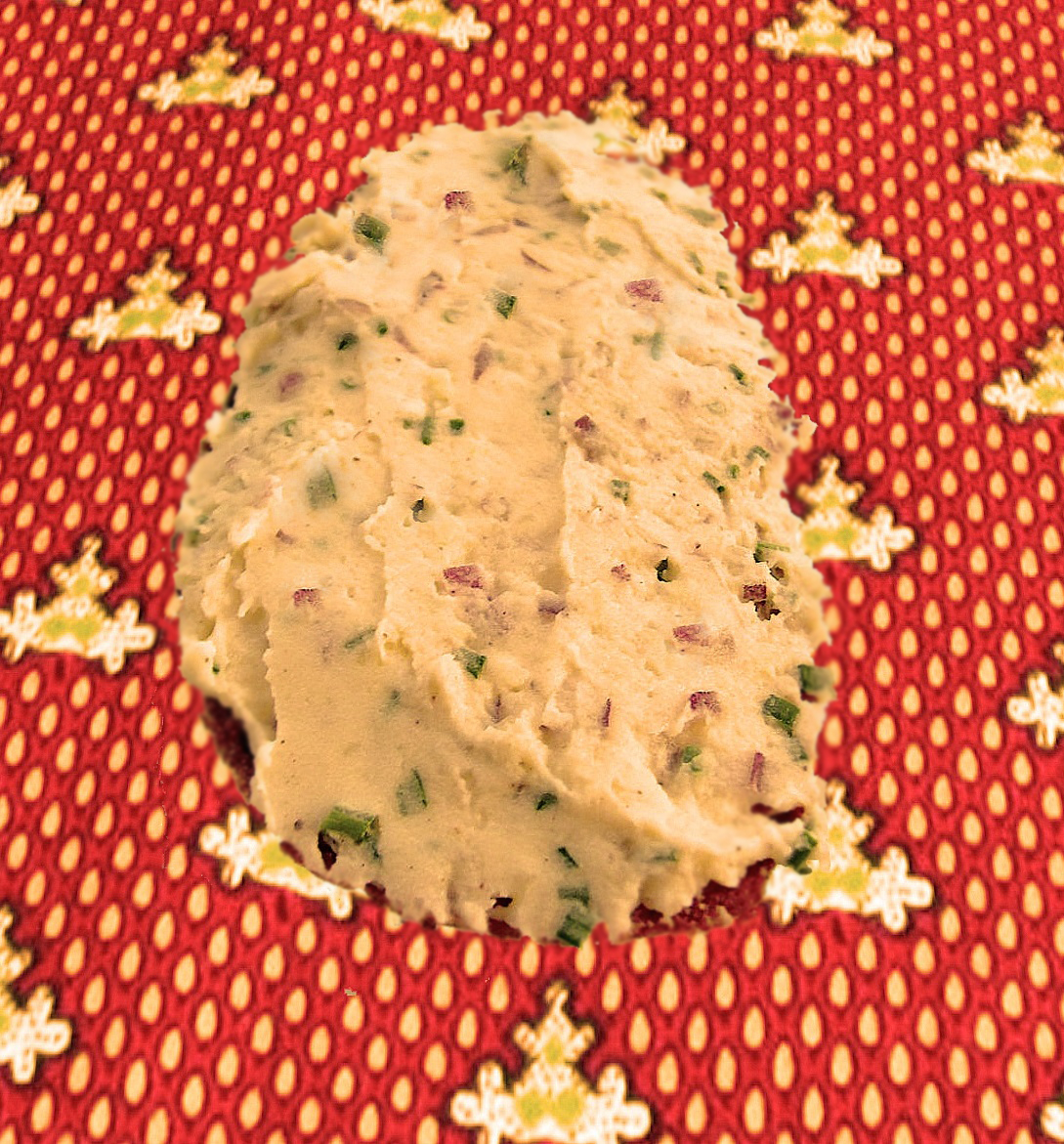
Bosson macéré sur une tartine de pain grillée

Le bosson macéré est élaboré dans les départements des Bouches-du-Rhône et de l'Ardèche. C'est une préparation paysanne usuelle dans les régions du Vivarais (fromage de chèvre) et de la Crau (fromage de brebis), faite à base de restes de fromage, de vin, d'eau-de-vie et d'aromates. L'existence de cette préparation fromagère portant le même nom dans deux régions non voisines est le résultat d'une antique transhumance. En effet une partie des grands troupeaux de moutons de la Crau a pratiqué pendant longtemps l'estive dans les monts du Vivarais.

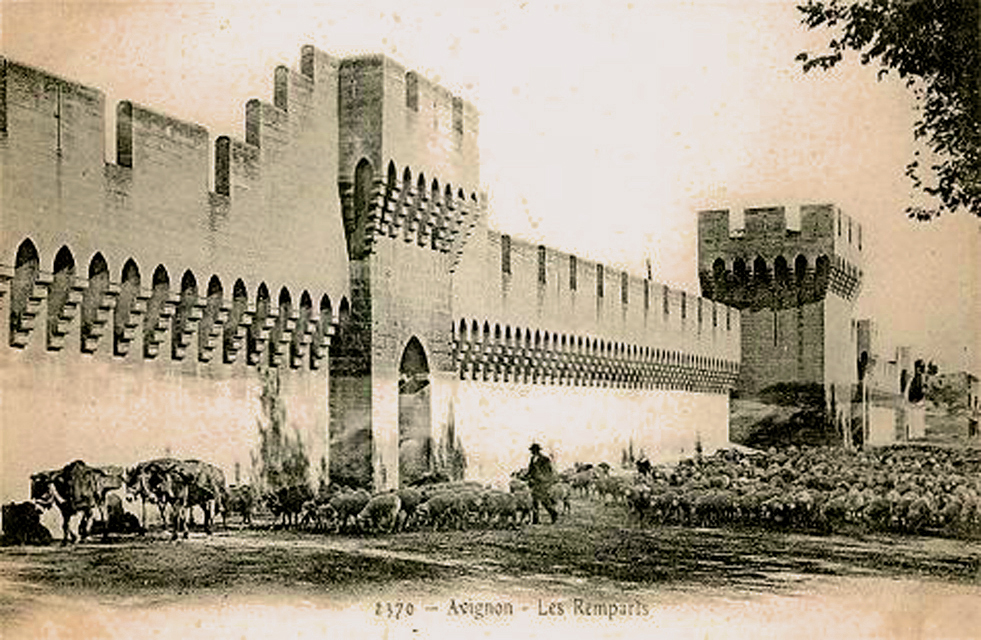
Passage le long des remparts d'Avignon des troupeaux venus de la Crau en transhumance vers le Vivarais

Louis Pize, dans son ouvrage Le Vivarais, paru en 1935, indique qu'elle se pratiquait encore dans la première partie du XXe siècle : « Le Bès est un lieu de passage des transhumants, les seuls voyageurs qui continuent à se déplacer au rythme d'autrefois. A la belle saison, quelques-uns remontent encore de la Camargue ou de la Crau vers les pâturages de Bauzon, du Mézenc, pour y passer l'été, avec les ânes porteurs de bagages, les chiens, le bayle, maître berger, et ses aides qui vivront pendant des semaines, jour et nuit, entre l'herbe et le ciel, sans autre abri qu'une cabane pour l'orage. ». Cette préparation fromagère est élaborée à partir de petits fromages de fin de saison. On se sert de tommes de chèvre ou de brebis sèches ou défraichies, de restes non consommés ou invendus, ainsi que de produits ayant connu des accidents de fabrication. Il y est rajouté de l'eau-de-vie de marc et du vin blanc. Les aromates les plus utilisés - variables selon le lieu de production - sont l'ail, les oignons, le poivre, les herbes aromatiques, les épices et l'huile d'olive. Après un mois passé dans une cave fraîche, on broie le tout pour former la pâte et on rebouche le pot pour deux mois.

### La bouine
La bouine est un fromage fort originaire de la Sarthe, constituée exclusivement (le plus souvent) de fromage de chèvre sec et/ou frais, de sel, d'ail, de persil, de poivre, parfois de crème, de ciboulette et d'eau-de-vie,.

### Le brous

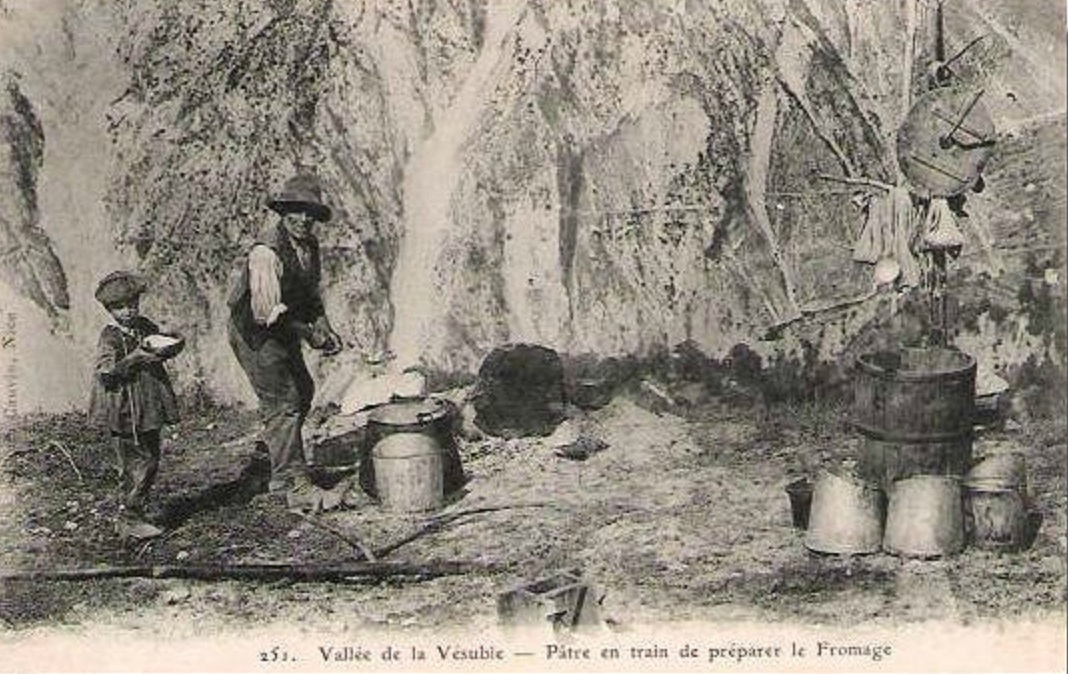
Le brous, fromage fort de la Vésubie

Le brous est une préparation fromagère typique des départements des Alpes-Maritimes et du Var. Dans le Haut Pays niçois, à la limite des Alpes-de-Haute-Provence, l'élevage montagnard depuis des siècles a permis de produire des fromages grâce à l'abondance du lait des troupeaux de vaches, de brebis et surtout de chèvres qui y séjournaient à l'estive. Mais ces tommes se conservaient mal. Les bergers ou leur famille confectionnaient alors, pour pas perdre, avec ces produits laitiers invendables un redoutable fromage. C'était le brous ou cachetti. Le brous est donc historiquement le fromage des bergers. Il est encore de nos jours fabriqué dans les villages de l'arrière pays niçois. À Belvédère, à la Saint-Michel, se tient une fête pour le retour de transhumance des troupeaux. C'est la fête du brous, au cours de laquelle les bergers vendent leur production élaborée à l'alpage. Depuis 2008, le brous est fêté chaque année, à la mi-août, lors du Festival de musique, de chant et de brous à Ilonse. Fabriqué localement, il est servi à foison lors de l'apéritif.

### La cachaille

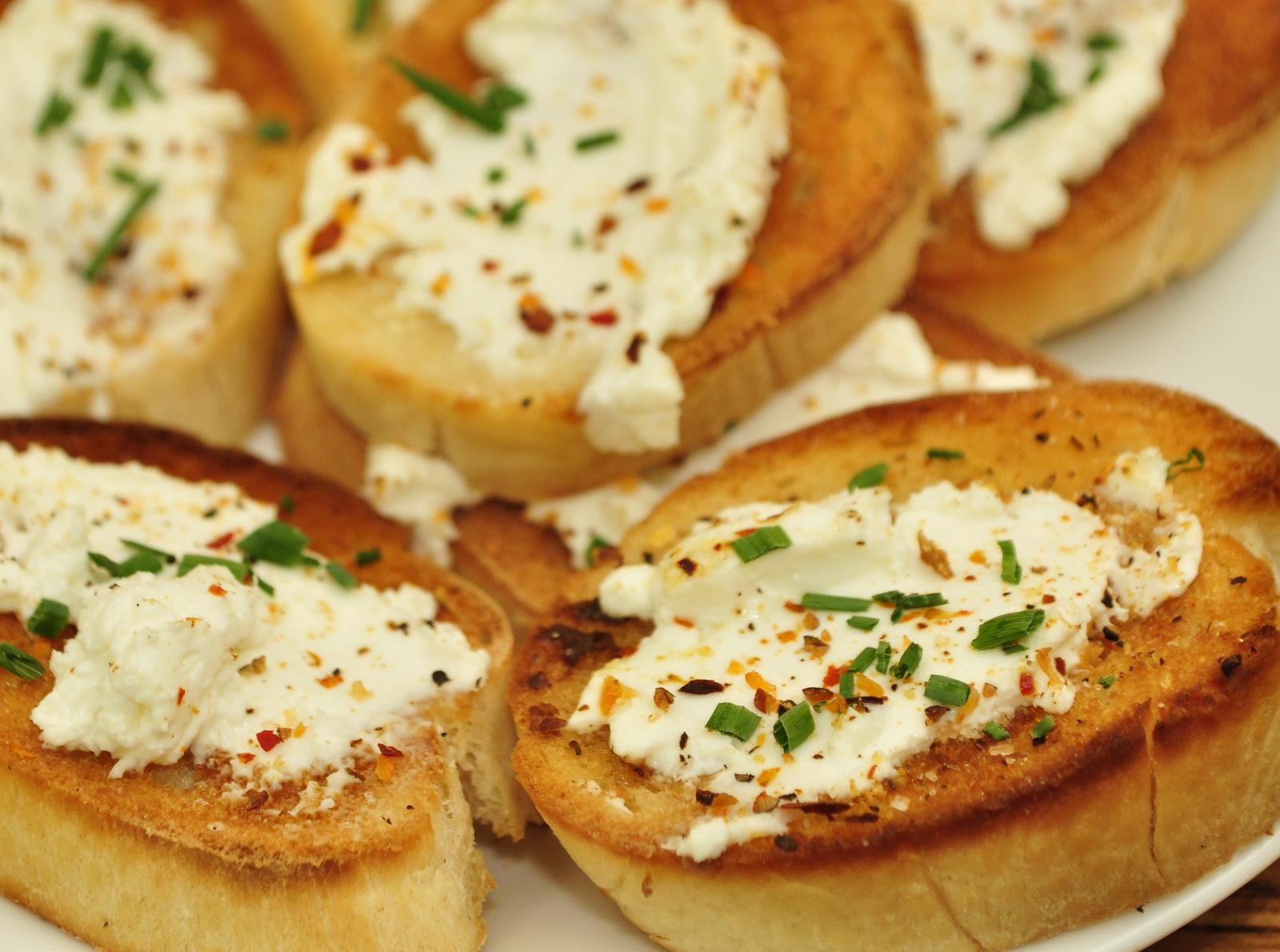
Tartines de cachaille fraîche

La cachaille est originaire du sud-est de la France et plus spécialement de la région provençale. Cette préparation fromagère était initialement une fabrication familiale où chaque foyer avait sa méthode d'élaboration. Les premières références à ce fromage viendrait du village de Puimichel dans les Alpes provençales,. Les habitants de Reillanne, connus pour leur esprit d'économie, étaient surnommés mangea-cacheïo (mangeurs de cachaille), parce qu'ils mangeaient prétendument les tommes sèches voire moisies.
Sa réputation et son élaboration s'étendirent rapidement puisqu'il est signalée sous la Révolution des Alpes du Sud jusqu'à Marseille. Son commerce est mentionné lors de plusieurs foires : « Nous ne parlerons que pour mémoire et à cause de son ancienne importance dans l'alimentation des paysans du broussin ou fromagi coueint (la cachaille), dont on s'approvisionnait à la foire annuelle de Saint-Jean-de-Guarguier près de Gémenos. » dans les Bouches-du-Rhône. La diffusion géographique de cette préparation fromagère lui a fait adopter différentes dénominations. Elle se nomme cacheille, au pied de la montagne de Lure, et plus spécifiquement dans la région de Banon, catcha dans le Haut-Verdon, fuorte dans le Queyras et toupina dans le Briançonnais. Elle est élaborée à base de tomes et brousses de chèvre ou restes de fromages divers auxquels on ajoute eau-de-vie, vin blanc, vinaigre, oignon, ail, huile d’olive, sel et poivre.

### Le confit d'Époisses

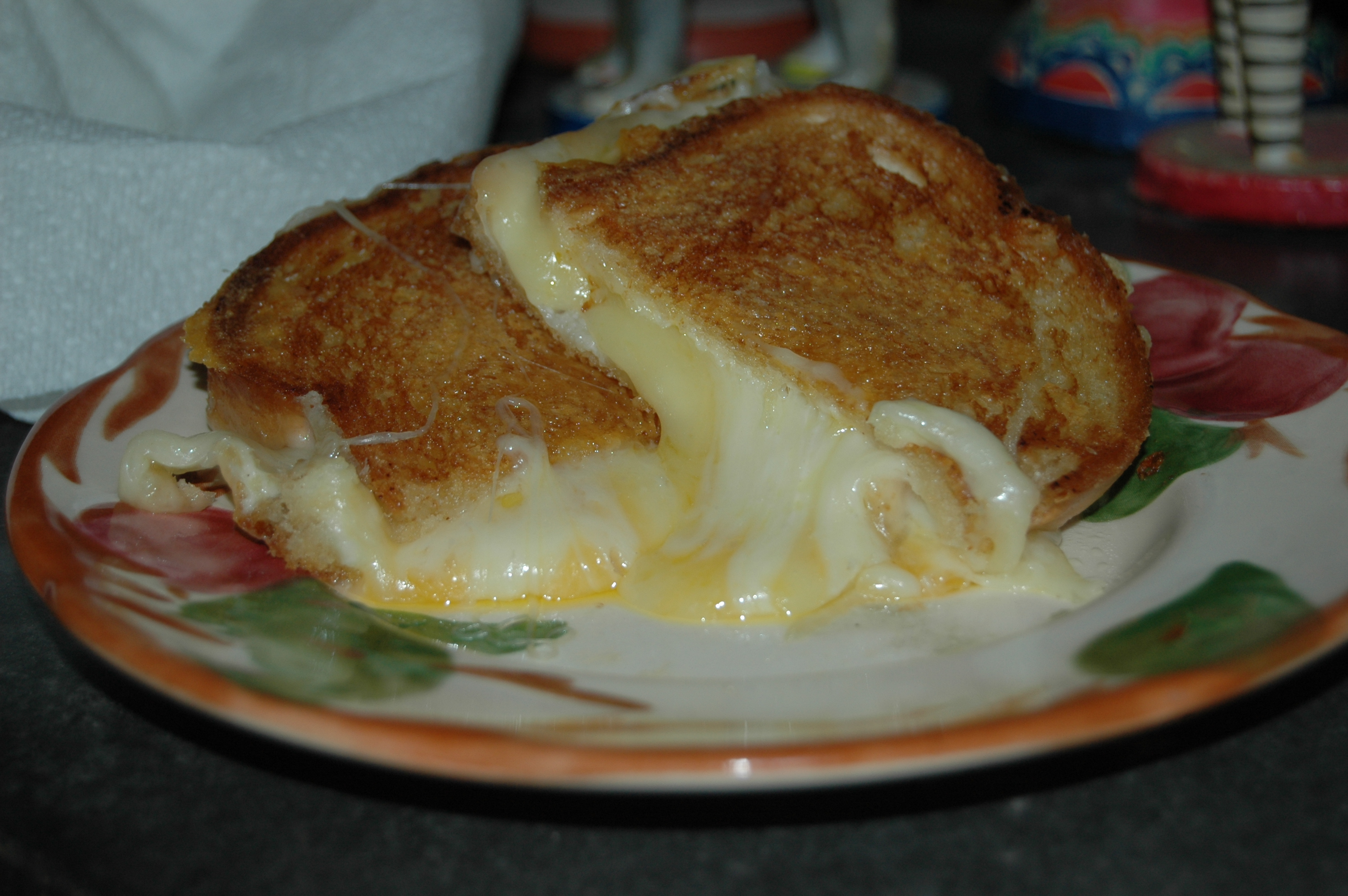
Confit d'Époisses et pain grillé

Le confit d'Époisses est une spécialité fromagère de Bourgogne élaborée à base du fromage d'époisses. Il tire son nom de celui du village d'Époisses. Fabriqué avec du lait de vache, ce fromage, avec son odeur puissante et son goût de sel prononcé est l'un des plus forts fromages à croûte lavée. Cela est dû au processus de lavage de la croûte qui se fait au marc de Bourgogne. L'époisses rappelle qu'autrefois, à la campagne on se nourrissait souvent de pain et d'un morceau de fromage. Il avait une odeur si puissante qu'elle donnait du goût au pain et quand il devenait vraiment trop fort, c'est-à-dire immangeable, le vieux fromage était transformé en confit. Pour ce faire, il est râpé puis mis à macérer dans un bourgogne blanc additionné de marc du pays. Après une période de maturation d'environ trois semaines, il devient crémeux et commence à prendre une saveur plus douce. Il se mange alors tartiné sur du pain.

### Le cachat ou fort du Ventoux

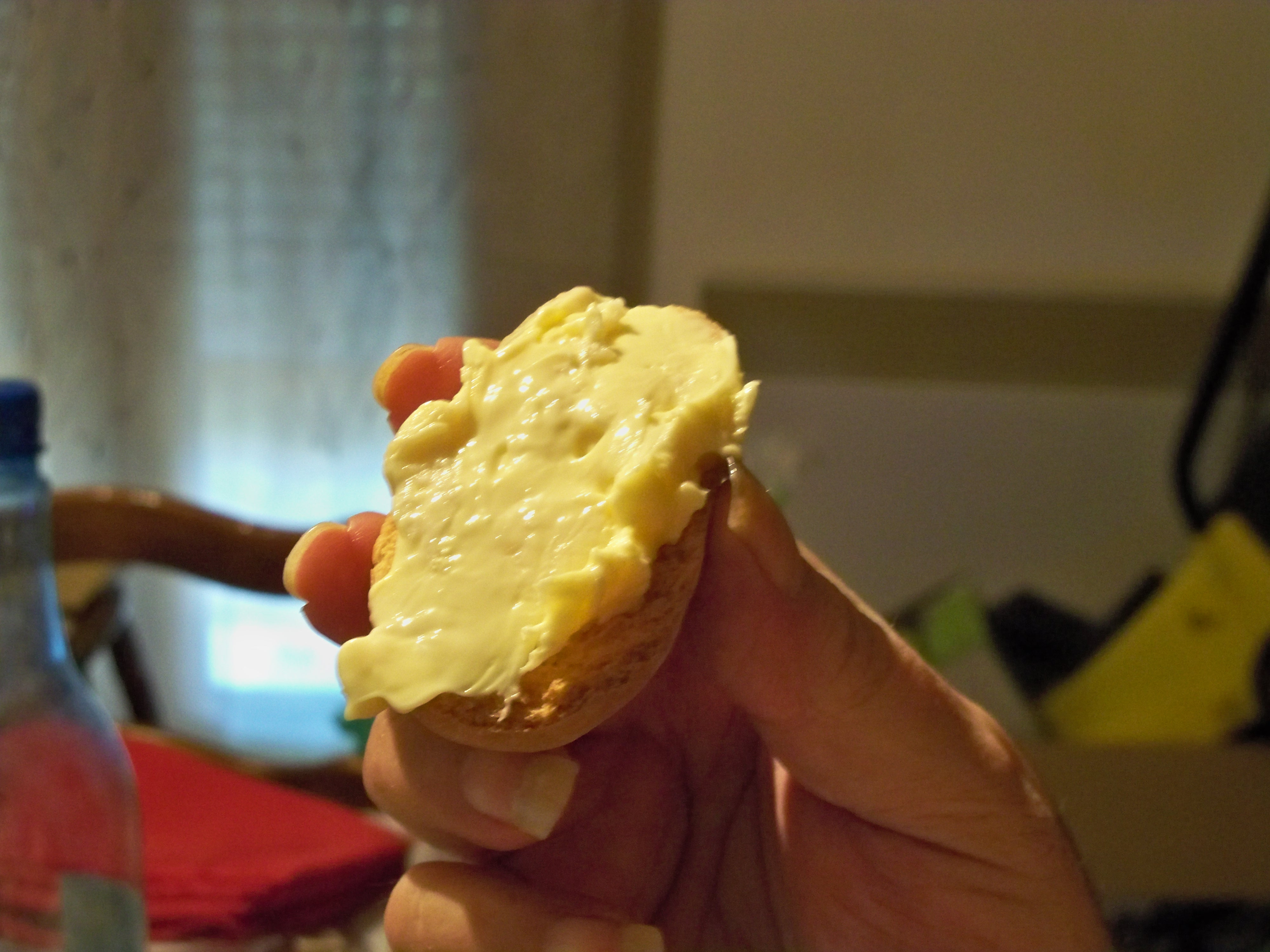
Cachat ou fort du Ventoux

Le cachat est une préparation fromagère traditionnelle autour du mont Ventoux, généralement fabriqué à base de lait de chèvre, de lait de brebis ou d'un mélange des deux. Pour ce faire, on fait aigrir du lait caillé dans un grand pot de grès (environ 10 litres) et on élimine au fur et à mesure le petit lait, on y rajoute du fromage persillé pour accélérer la fermentation et une rasade d'eau-de-vie. Cette mixture se transforme alors en une crème onctueuse au goût puissant, s'amplifiant avec le vieillissement. Le cachat, suivant les régions provençales, figure parmi les treize desserts de Noël. C'était aussi un mets courant puisqu'il se mangeait autrefois au casse-croûte du matin ou délayé en sauce sur des pommes de terre en robe des champs. Le plus souvent, les paysans et les bergers le consommaient tartiné sur d'épaisses tranches de pain grillé qui avaient été poivrées et s'accompagnaient d'oignons crus. Cette recette fromagère demande un certain entretien, on dit que le cachat s'alimente. Après chaque ponction, il y est ajouté, au fur et à mesure, une quantité équivalente de fromage fait, sous forme de restes coupés ou râpés. Il faut aussi remettre de temps en temps un peu d'alcool. Si le mélange a tendance à devenir trop épais ou trop fort, il est nécessaire d'y rajouter un peu de fromage frais ou de lait. De plus, il est impératif de remuer et de touiller régulièrement la préparation pour la garder homogène.

### La rebarbe

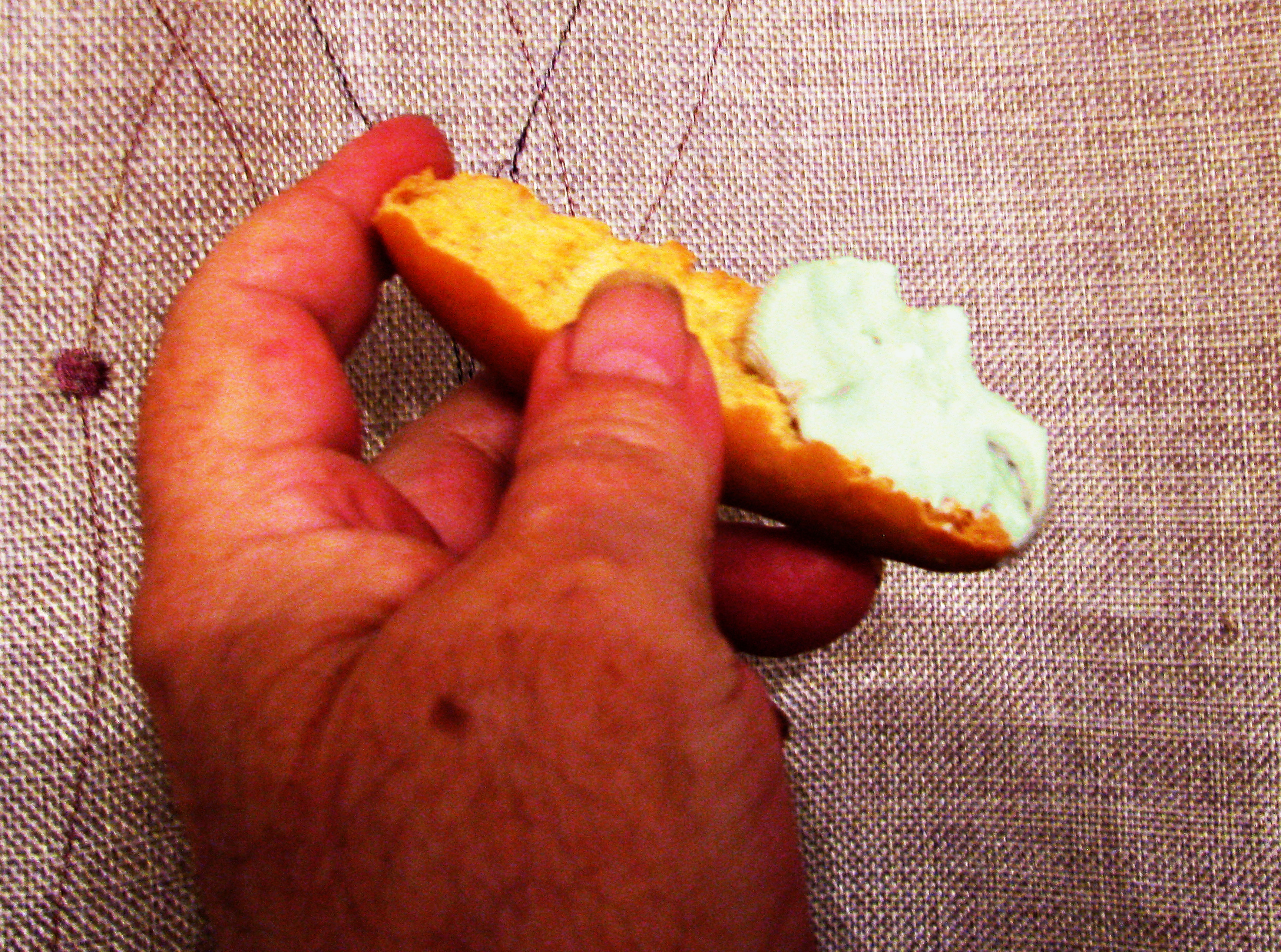
Tartine de rebarba

La rebarba est une sorte de fromage fermenté à base de lait de brebis et/ou de chèvre produit dans le sud-ouest du Massif central, et réservé à l’usage familial. Dans les caves de Roquefort, on enlevait les barbes (efflorescences) à la surface des fromages en cours de maturation. La partie enlevée formait la « rebarba » qui se présentait sous forme pains cylindriques. En Gévaudan, elle était élaborée avec du petit lait provenant du beurre et celui de la fermentation de la tome. Le fromage obtenu était coulant et d’odeur très forte, proche de la cancoillotte. Dans le Rouergue, et particulièrement à Compeyre, importante commune viticole avant le phylloxéra, cette préparation fromagère se faisait en malaxant des vieux roqueforts dans de l'eau-de-vie. Le vin local accompagnait la consommation de ce fromage fort.

### Lecasgiu merzu

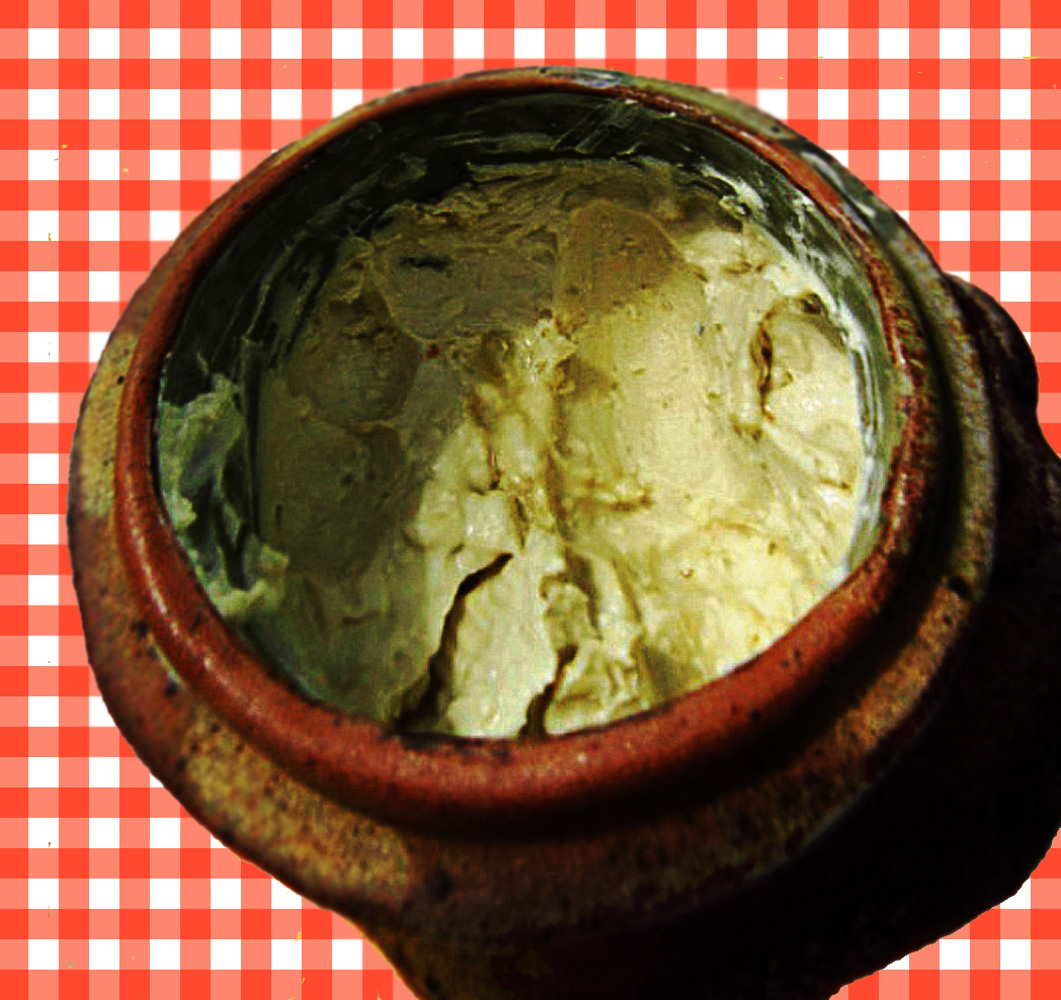
Pot de casgiu merzu, fromage fort corse

Le casgiu merzu est une préparation fromagère corse. Contrairement aux autres fromages forts élaborés sur le continent, cette préparation n'est pas faite à base de restes de fromages mais de tomes dans lesquelles se sont développés des asticots. Littéralement casgiu merzu signifie « fromage pourri ».
Pour élaborer cette préparation fromagère, on part de tomes de brebis ou de chèvre qui sont laissées à mûrir dans un lieu aéré et ouvert aux mouches. Celles-ci y pondent leurs œufs. Devenus larves, ces petits vers vont se nourrir du fromage. Les amateurs disent que le fromage marche tout seul, grâce à ses asticots Piophila casei. C'est alors qu'il est dit fromage pourri et sa consistance ressemble au cachat. Il est conservé en bocal ou petit pot de terre. Il a le goût d'un roquefort bien avancé. En théorie, le casgiu merzu ne se transporte pas.
Il se consomme de deux façons : soit quand les vers sont encore dedans, soit une fois que les vers sont partis. Pour faire fuir les asticots, la préparation est plongée dans l'eau de vie. Il se mange tartiné sur du pain grillé, généralement sur un poêle à bois, et quand il fait très froid. Ce fromage se fabrique en toutes saisons sauf en hiver, il se trouve facilement en Corse du sud. Il ne doit théoriquement pas être commercialisé car, bien sur, il échappe aux normes européennes d'hygiène.

### Le coussignous

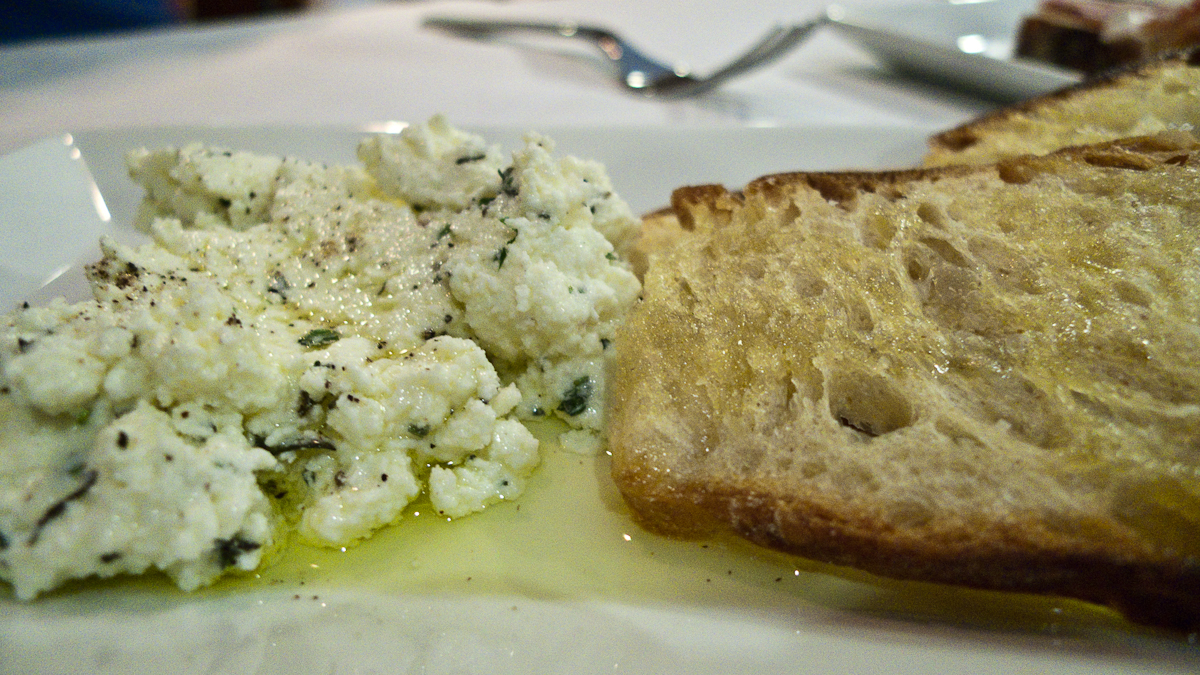
Coussignous, pain, huile d'olive et fines herbes

Le coussignous est originaire du Var. Cette préparation fromagère est caractérisée par sa forte expression gustative et odorante. Il était originellement fabriqué à Signes. Frédéric Zégierman, journaliste gastronomique, explique : « Ce fromage qui arrache est une vieille tradition, née pour récupérer les restes de fromage trop faits et éviter qu'ils ne se perdent. ». Ce fromage est appelé aussi couient (cuisant) parce qu'il brûlait la bouche, broussin sur le littoral varois et dans le massif des Maures où il cousine avec le brous et catcha dans le Haut-Verdon où il se confond avec la cachaille (cacheïo).

### Le fort de Béthune

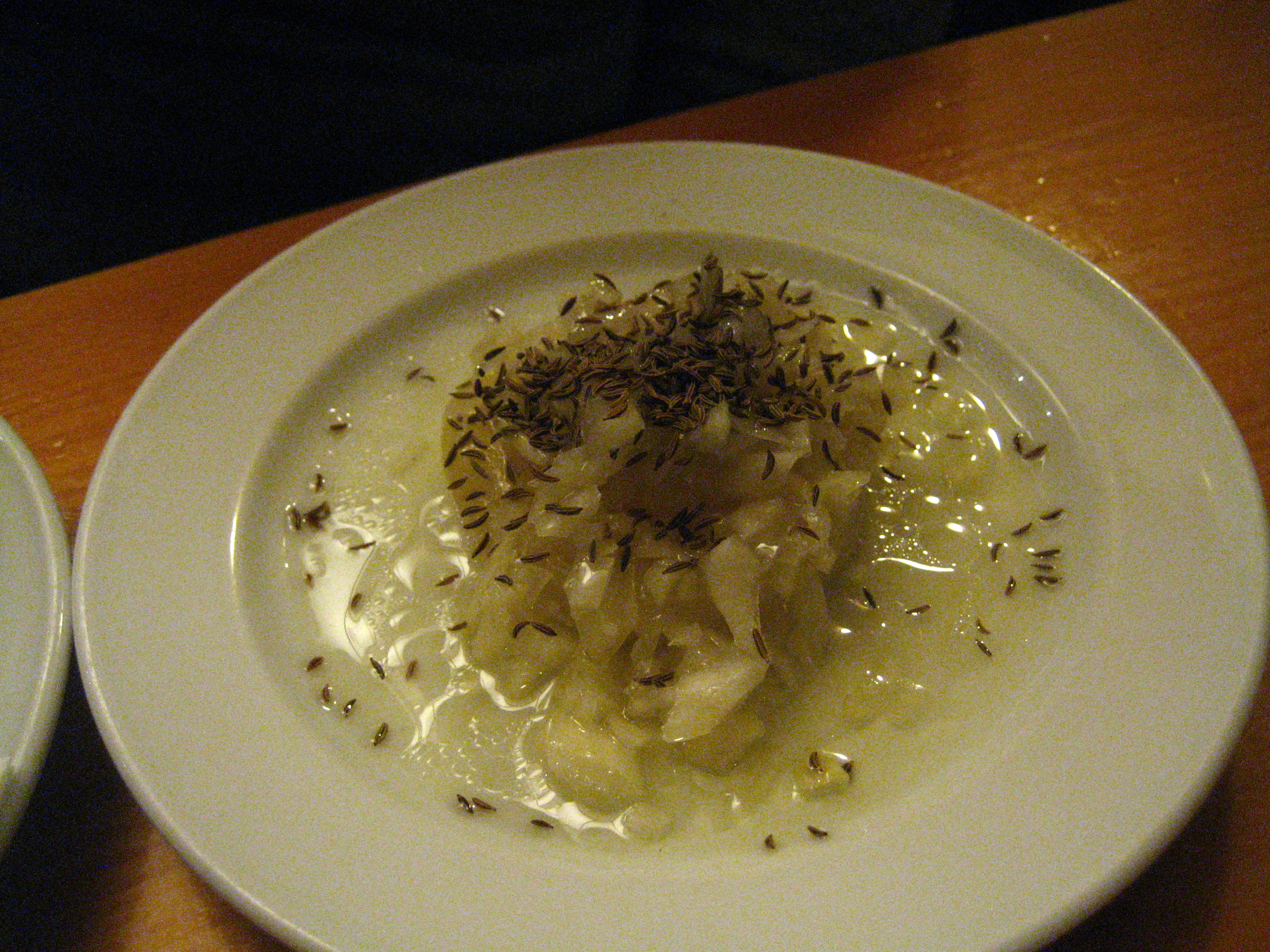
Fort de Béthune

Le fort de Béthune est élaboré dans le département du Pas-de-Calais. Il est né au XIXe siècle, il servait alors de casse-croûte aux mineurs, une pratique qui perdura jusqu'au début du XXe siècle,. Qualifié de fromage du pauvre ou viande du pauvre, il connut son heure de gloire aux temps où les bassins houillers du Nord tournaient à plein régime. Il a été vraisemblablement popularisé par des mineurs venus de Lorraine. Cette préparation fromagère était alors uniquement domestique et était élaborée essentiellement en automne et en hiver. Il est à souligner que cette préparation fromagère n'est en rien l'héritière des renommés fromages médiévaux de Béthune. Au XIVe siècle, un proverbe français vantait parmi les bons produits flamands : « Bierres de Cambrai, fromages de Béthune, purée d'Arras, tartes de Doullens et truites d'Orchies. ». Dans son Dictionnaire des fromages, Robert Courtine fait remarquer avec humour à propos de ce fromage fort : « les senteurs ammoniacales qu’il dégage en font le vrai bourreau de Béthune. ». Cette préparation nécessitait des restants de fromages, essentiellement des maroilles, malaxés avec du vin blanc, de l'eau-de-vie, des épices, dont cumin et poivre et du beurre,,.

### Le foudjou

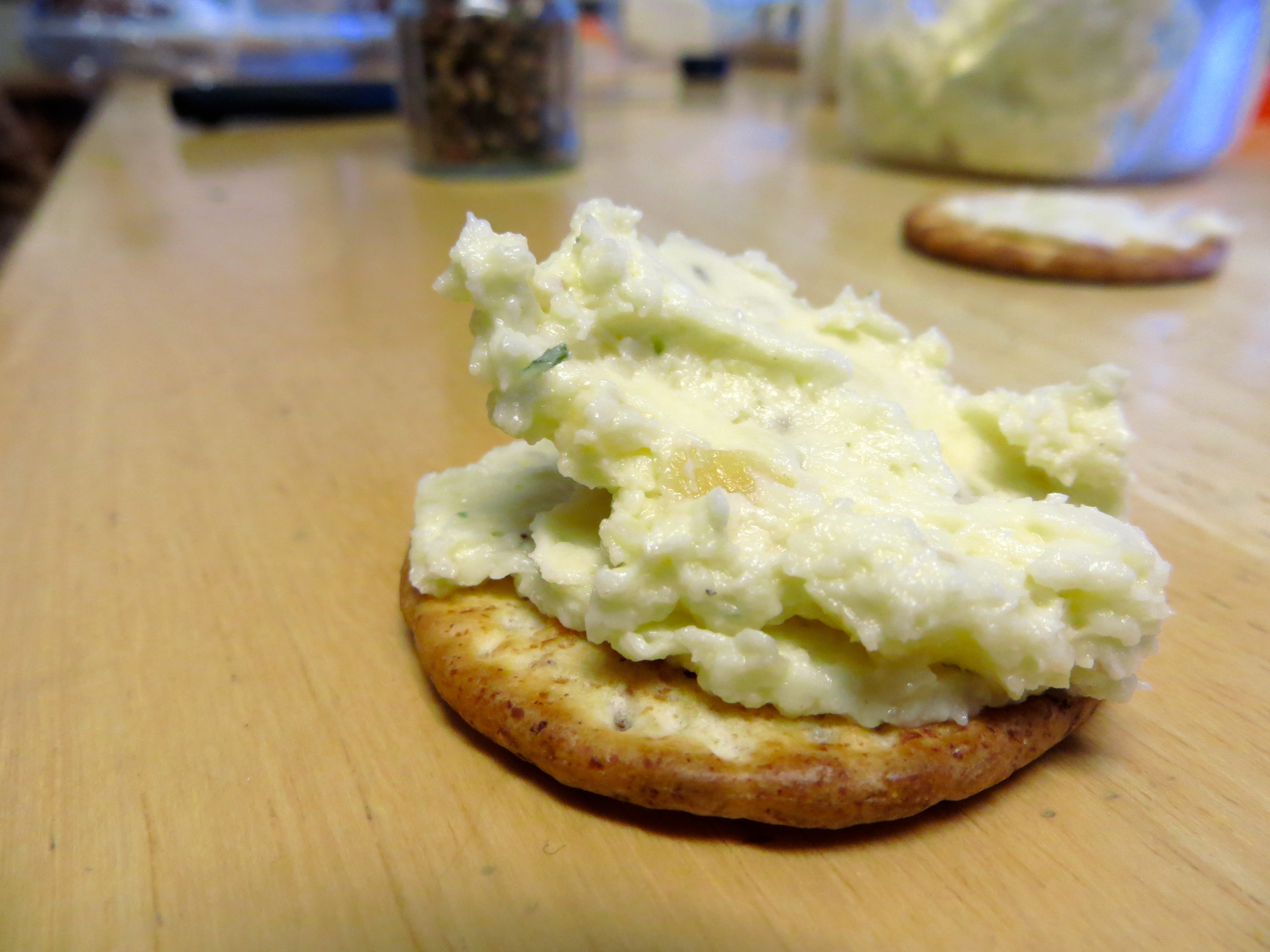
Foudjou ardéchois - Dromois

En Drôme et en Ardèche, le foudjou  est élaboré à base de fromage frais de chèvre et de picodon perdu. Il faut râper les fromages secs et écraser les frais à la fourchette.
Frédéric Zégierman, journaliste gastronomique, explique : « Dans un gros pot de grès, alterner une couche de fromage râpé avec une couche de fromage frais écrasé. Tasser l’ensemble. Hacher l’ail. Saupoudrer le dessus du pot d’une cuillerée à soupe de poivre, ainsi que de l’ail haché. Arroser avec un verre d’eau-de-vie et un verre d’huile d’olive. Fermer le pot. L’oublier dans un endroit frais pour trois mois. Le foudjou sera prêt lorsque apparaîtra sur le dessus une pellicule rougeâtre. ». Mais en campagne, la maturation du fromage peut durer jusqu’à un an. La préparation est parfois servie mélangée à du fromage frais, sur de larges tranches de pain de campagne. La quasi majorité des fromages sont dégustés avec du vin, mais quelques-uns comme les fromages forts se révèlent parfaits mariés aux single malts. Le foudjou peut être associé avec The Glenlivet, de 12 ans d'âge, un single malt du Speyside classique ou tout autre whisky de la même classe.

### La fourmagée
La fourmagée est originaire et élaborée dans le Perche ornais. Elle est faite à base de fromages de vache locaux, de cidre avec ajout d'herbes aromatiques, d'épices et d'oignons. Cette préparation fromagère est citée par Jérôme Cardan, milanais d'origine, en 1642, dans son recueil consacré à ses Livres de Hierosme Cardanus, sous le nom de fourmagé. Jean Froc indique que cette préparation était très courante dans le Perche où elle était encore consommée dès le matin, dans la seconde moitié du XIXe siècle, si l'on en croit ce que rapporte Prosper Vallerange dans son étude de 1861 Le clergé, la bourgeoisie, le peuple, l'ancien régime et les idées nouvelles : « Avé quoi don qu't'as déjeunai à matin? — Avé d'la fourmagée. ». Cette préparation autrefois très spécifique au département de l'Orne, était désignée sous les termes de fourmagée, froumagée, fourmaigée,,,. C'est d'ailleurs une constante que l'on retrouve du XIXe siècle à nos jours avec quelquefois en plus fromagée. Ces graphies et prononciations différentes ont été relevées dans le glossaire des parlers d'Eure-et-Loir: Beauce et Perche, après une enquête réalisée, en 1868, auprès des habitants de 232 communes.

### Le fromage fort de la Croix-Rousse

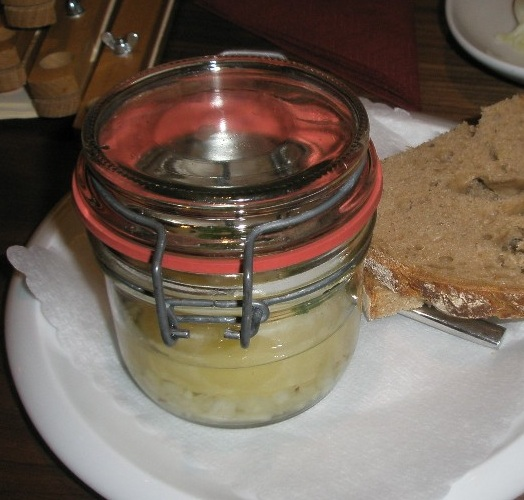
Fromage fort de la Croix-Rousse

Le fromage fort de la Croix-Rousse est originaire de Lyon et plus spécialement du quartier de la Croix-Rousse. Il est connu et consommé en Lyonnais, dans la Dombes et en Beaujolais. Il doit son nom aux bouchons, restaurants lyonnais de la Croix-Rousse, où les habitués le consommaient au comptoir. C'était surtout le fromage des canuts qui en mangeaient chez eux du matin au soir si l'on en croit la description qu'en donne, en 1841, Joanny Augier Trimolet, dans son livre Le Canut : « La nourriture du canut consiste à déjeuner en une espèce de fromage blanc qu'il mêle avec de l'ail, du beurre et des petits oignons ; à dîner, il mange du petit-salé ou des pommes de terre avec le même fromage ; à souper, car il soupe, il revient pour la troisième fois à son fromage bien-aimé accompagné d'un morceau de merluche frite. ». Cette préparation fromagère est citée élogieusement au XIXe siècle dans Le Littré de la Grand'Côte et fait partie depuis, non seulement de la gastronomie lyonnaise, mais de la vie sociale puisque lors de son mariage, une fille recevait avec la couronne de fleurs d'oranger le pot de fromage fort qu'elle transmettrait ensuite à sa descendance. Les matières premières à utiliser semblent assez variables bien qu'il existe un corpus commun donné par Jean Froc. Certains préconisent un assemblage de fromages bleus et de chèvre ayant fortement vieillis, qui sont écrasés et mélangés avec du vin blanc, du sel, du poivre, du levain et gardé en pot toute une année. D'autres partent d'un bouillon de poireaux, dans lequel vont être râpés des vieux fromages de chèvre et de vache, du gruyère, le tout étant ensuite mêlé et malaxé avec du fromage de vache égoutté (caillé), du levain de fromage fort, du vin blanc sec et du beurre

### Le metton
En Franche-Comté, le metton, un fromage maigre chauffé et cuit comme le gruyère. Râpé, il est mélangé avec du beurre et un peu d'eau salée jusqu'à l'obtention d'une crème, la cancoillotte, que l'on peut agrémenter d'ail, d'échalote, de vin blanc, de vin jaune, de beurre, etc.

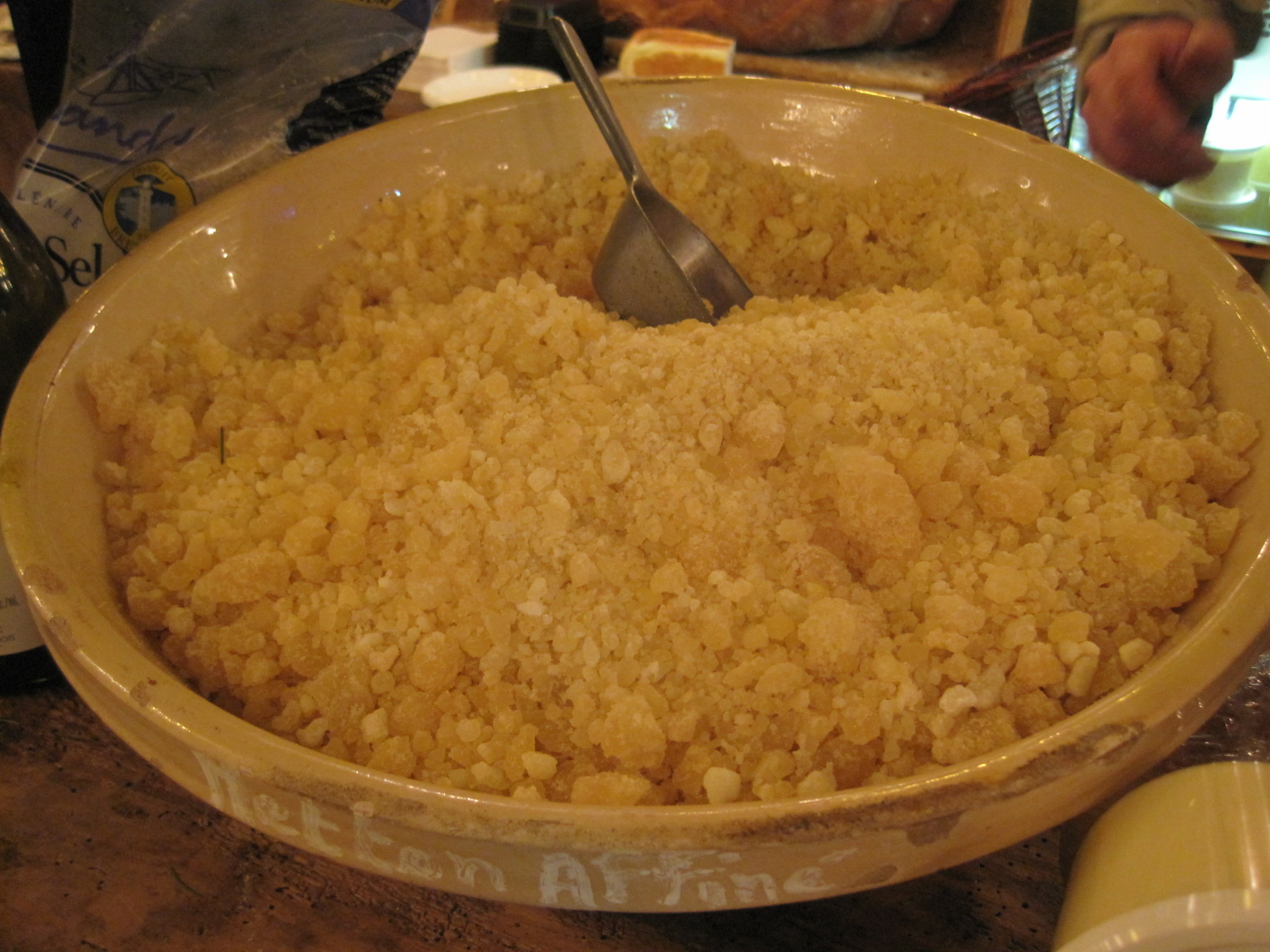
Pot de metton au marché de Montbéliard
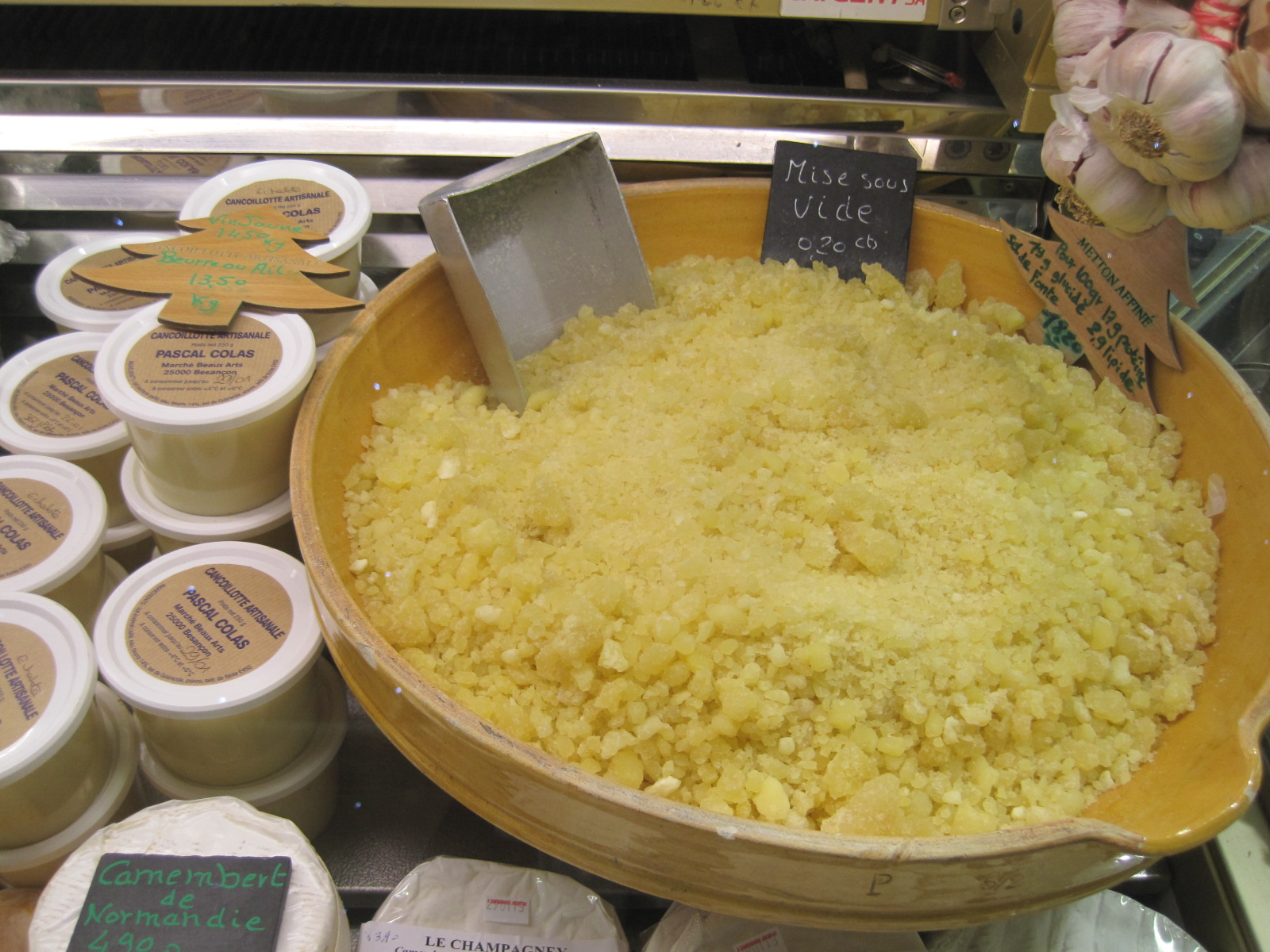
Cancoillotte artisanale et metton affiné de Franche-Comté

### La miromando

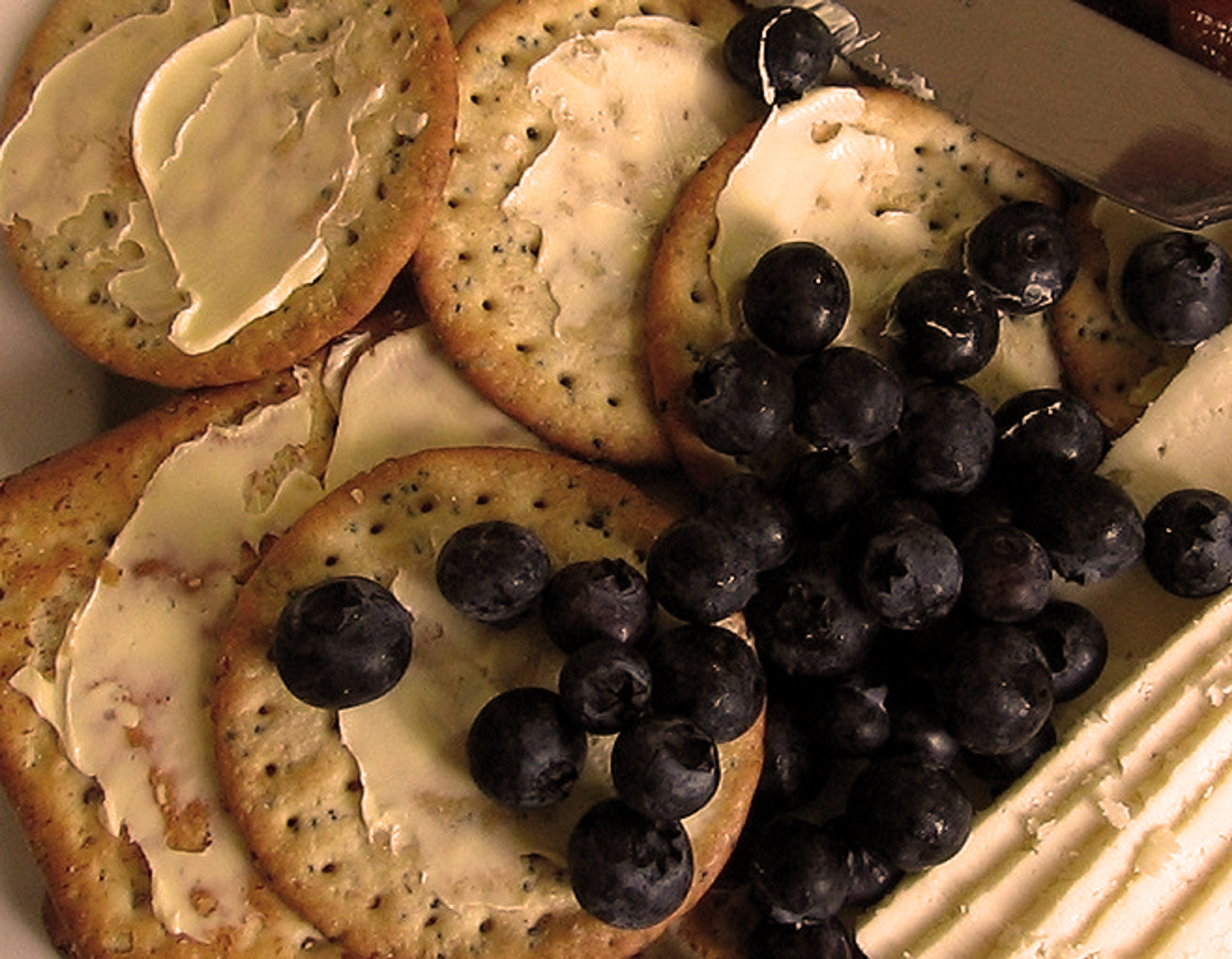
Myrtilles et miromando d'Ardèche

La miromando est originaire de l'Ardèche. C'est une vieille préparation fromagère des Monts du Vivarais et des Boutières. C'est ce que confirme Michel Carlat qui a donné une recette recueillie par Paul Besson, qui fouilla au début du XXe siècle, avec Paul Camus, la ferme de Bourlatier sur la commune de Saint-Andéol-de-Fourchades et qui est intitulée recette de la miromando de la Montagne.

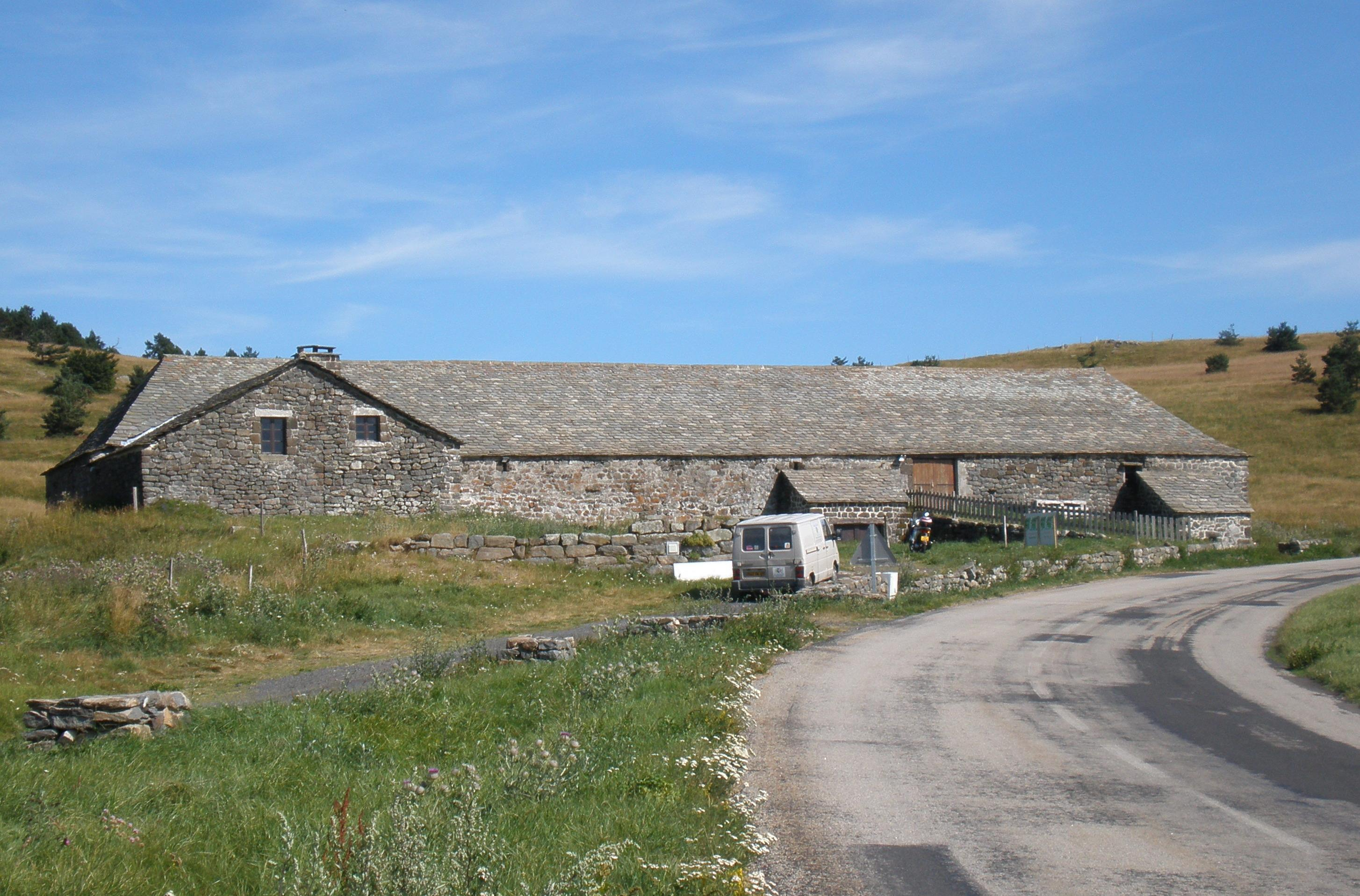
L'ancienne ferme de Bourlatier, un des hauts lieux de la fabrication de la miromando

Le terroir d'origine de la miromando est constitué d'un sol basaltique aux Boutières où le paysage a été façonné par des terrasses appelées faysses, échamps, chambas ou relais. La forêt, qui commence vers 800 mètres, laisse ensuite la place aux pentes herbagères. L'ouest de ces alpages jouxte les monts du Vivarais (La Montagne), composés de hauts plateaux granitiques et schisteux, parsemés de cônes de laves figés, les sucs. La Montagne forme la bordure orientale du Massif central et culmine à 1 754 mètres au mont Mézenc. Ces deux sites sont une zone d'élevage qui fournit aux troupeaux foin et herbages. La production de fromages et les préparations fromagères vont du picodon, au foudjou et à la miromando, en passant par le sarasson, à base de babeurre.Il est fabriqué à base de petit-lait chauffé et égoutté dans un sac en toile, donnant un caillé moulé en boulettes, séchées puis écrasées, on y ajoute de l'eau-de-vie, du sel, du poivre, parfois du beurre et de la moutarde.

### La pétafine

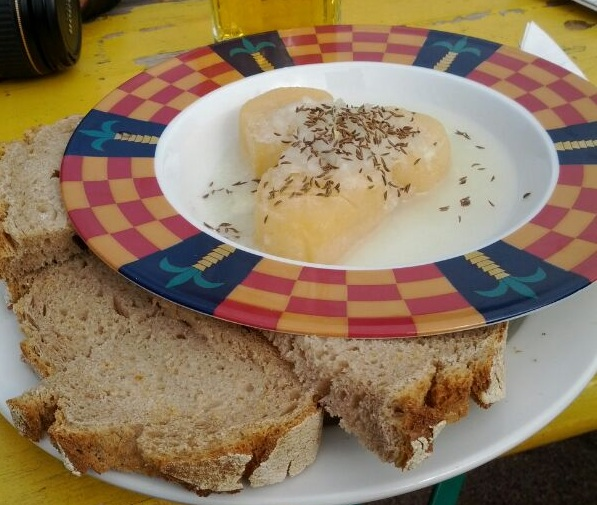
Pétafine de la Chartreuse

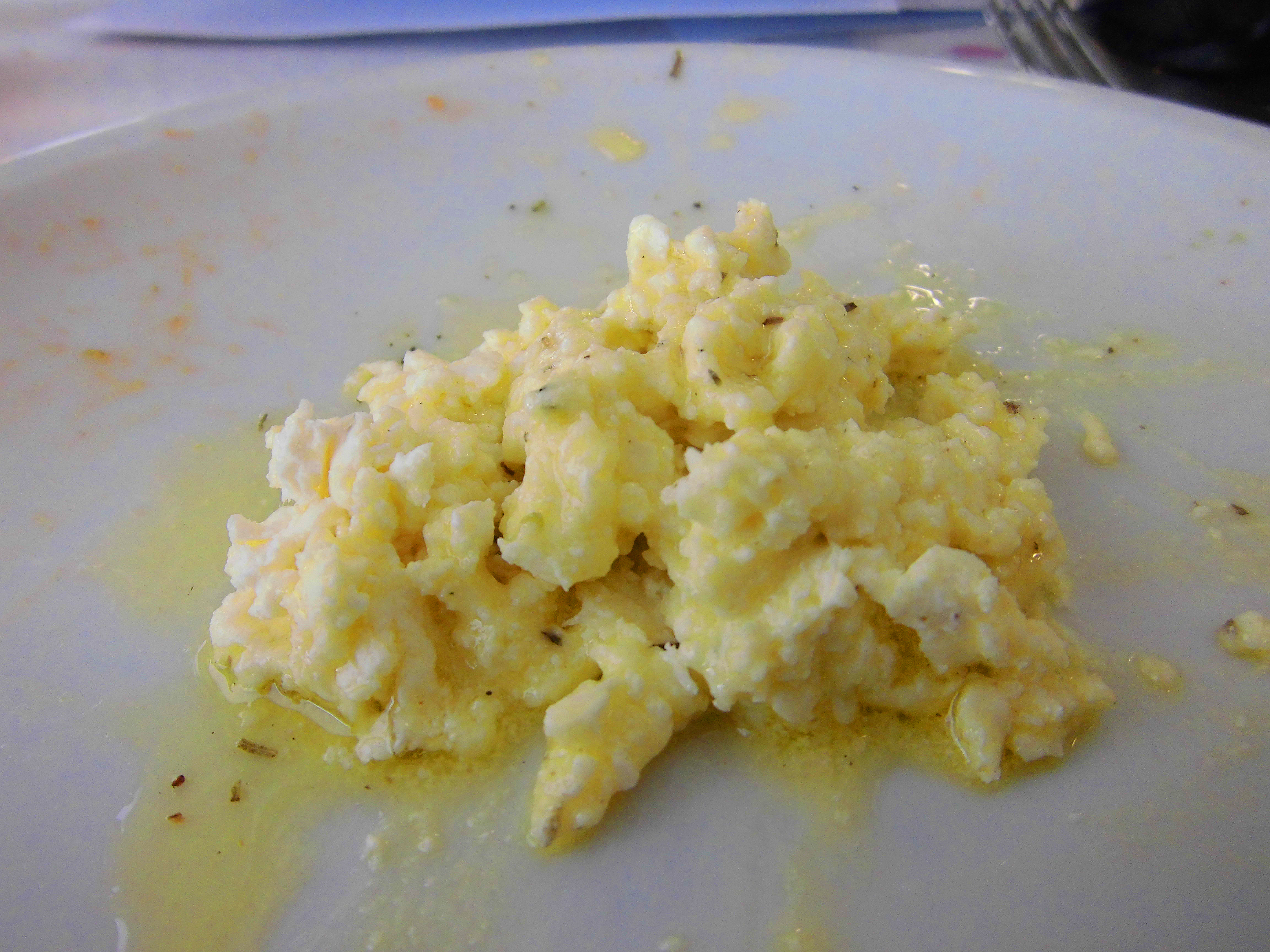
Pétafine des Baronnies

La pétafine est une production fromagère du Dauphiné, élaboré dans les départements de la Drôme et de l'Isère. La pétafine, petafine ou p'tafine,, est le nominatif de pétafiner qui signifie malaxer. L'origine de ce mot est lyonnaise, mais la recette provient du pays de Voiron, dans le massif de la Chartreuse. Elle est élaborée à base de : restes de fromages, eau-de-vie ou/et vin blanc, vinaigre, ail, mais aussi parfois levain, sel, poivre, bouillon de poireau, raisins secs, huile d’olive ou huile de noix, muscade, thym, sariette, anis. Il faut au préalable malaxer (pétafiner) ces fromages avec « une pâte obtenue en ramollissant du fromage sec et fort dans du lait chaud ». Ensuite sont ajoutés et mélangés les autres ingrédients. Les Dauphinois assurent que leur pétafine peut être consommée fraîche et immédiatement. Quant à eux, ils la laissent mûrir et vieillir assez longtemps,. La pétafine se consomme à l'étalée sur des tartines. La légende veut que cette préparation fromagère concoctée par des chasseurs alpins, lors de la Seconde Guerre mondiale, ait perturbé la progression des bersagliers du Duce dans les Alpes françaises, en juin 1940, incommodés après de fortes ingestions.

### Le pourri bressan
Le pourri bressan est élaboré dans le département de l'Ain, en Bresse. Il est connu et désigné localement en arpitan bressois sous les vocables de pialou ou de peri. Sa composition à la fin du XIXe siècle a été donnée par Marius Tortillet, un instituteur du département qui vécut entre 1876 et 1930 : « le fromage fort ou pourri est un mélange de fromage sec de vache et de fromage de gruyère que l'on râpe et qu'on fait fermenter en y ajoutant un levain. On y ajoute généralement un peu de vin blanc. ». À ces ingrédients originels pouvait être rajouté du bouillon de poireaux avant que l'ensemble ne subisse sa fermentation. Et comme la production était essentiellement familiale en était exclu tout fromage du commerce. Une autre façon de faire est aussi pratiquée. Cette préparation fromagère était uniquement élaborée à base de caillé frais entier de lait de vache, puis mise à égoutter dans une toile nouée qui était placée dans un récipient contenant de la cendre de bois, celle-ci servait ensuite à recouvrir le tout. En fait, les Bressans s'autorisent une grande liberté dans la fabrication, ce qui permet de multiples variantes. Comme l'indique sur son site un gastronome averti : « Le pourri bressan ne peut se passer de crème fraîche qui est ajoutée à la préparation. Certains ne résistent pas à ajouter aussi du vin blanc, du marc et parfois d’autres alcools... ainsi que des épices. En la matière, il n’y a pas de règles. ».

### La tomme forte de Savoie

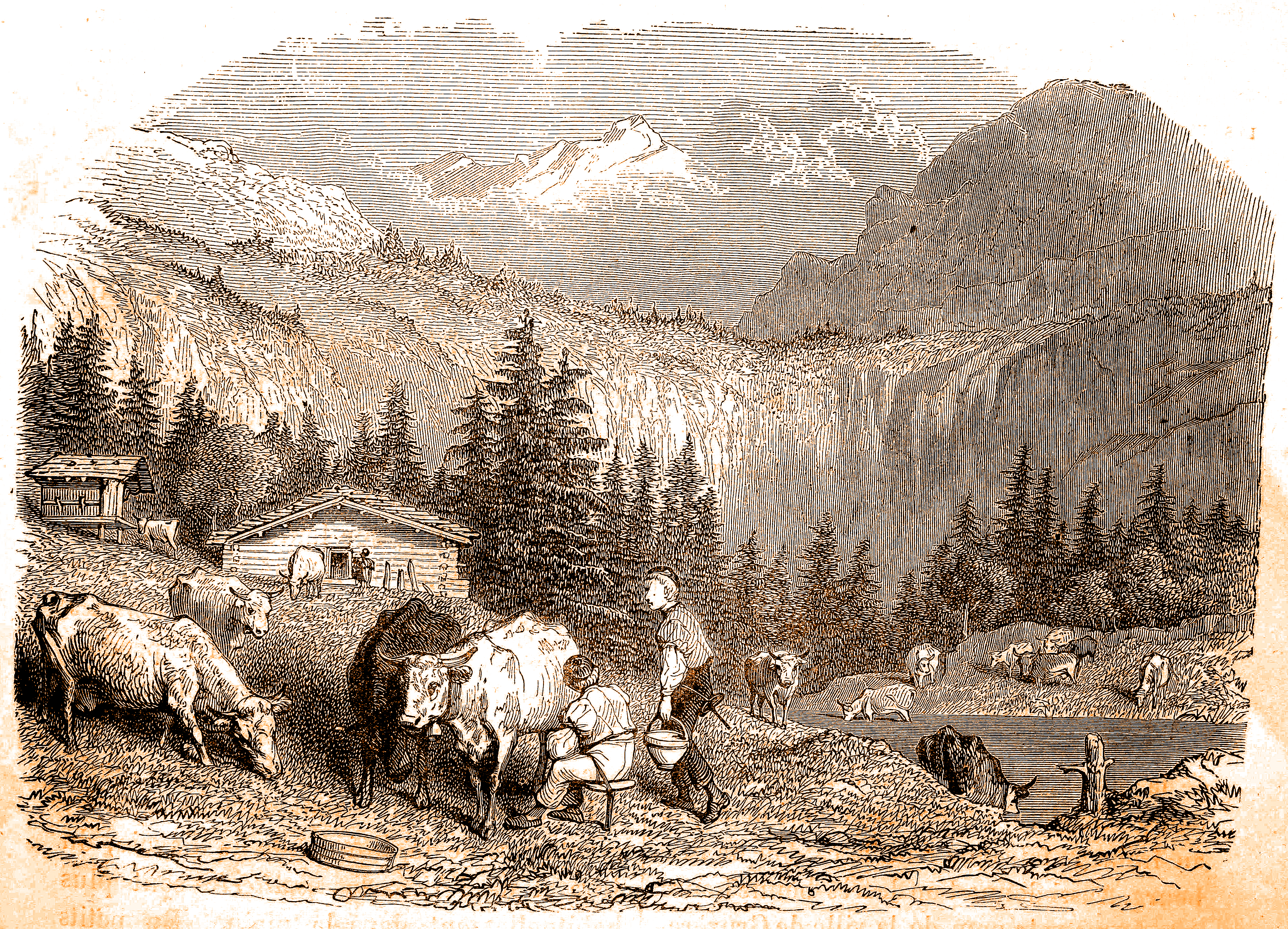
Traite des vaches dans les Alpes au XIXe siècle

La tomme forte de Savoie est originaire des hautes vallées savoyardes. Cette préparation fromagère s'élabore dans une toupine et en prend quelques fois le nom. Ce fromage originaire de la Savoie est fabriqué dans les vallées de la Tarentaise, de la Maurienne et dans la Combe de Savoie. Un des grands centres de production fut la commune de Laissaud.
La tomme, doyenne des produits fromagers de Savoie, fut primitivement un fromage élaboré pour utiliser le lait écrémé, reliquat de la fabrication du beurre. Elle était uniquement consommée dans les alpages et dans les chalets. Ses origines paysannes explique son apparence rustique.
Destinée à une consommation quotidienne et familiale, la tomme de Savoie n'était connue et vendue que sur quelques marchés locaux. Dans une économie de pénurie, qui ne cessa qu'à partir du XIXe siècle, même les fromages vieux et secs, devenus immangeables, étaient conservés. Ils servaient de base à l'élaboration du fromage fort, une vieille tradition, née pour récupérer les restes de fromages trop faits et éviter tout gaspillage. Pour ce faire, ils étaient mis à fermenter dans une toupine (toupina) dont ils ont pris le nom.

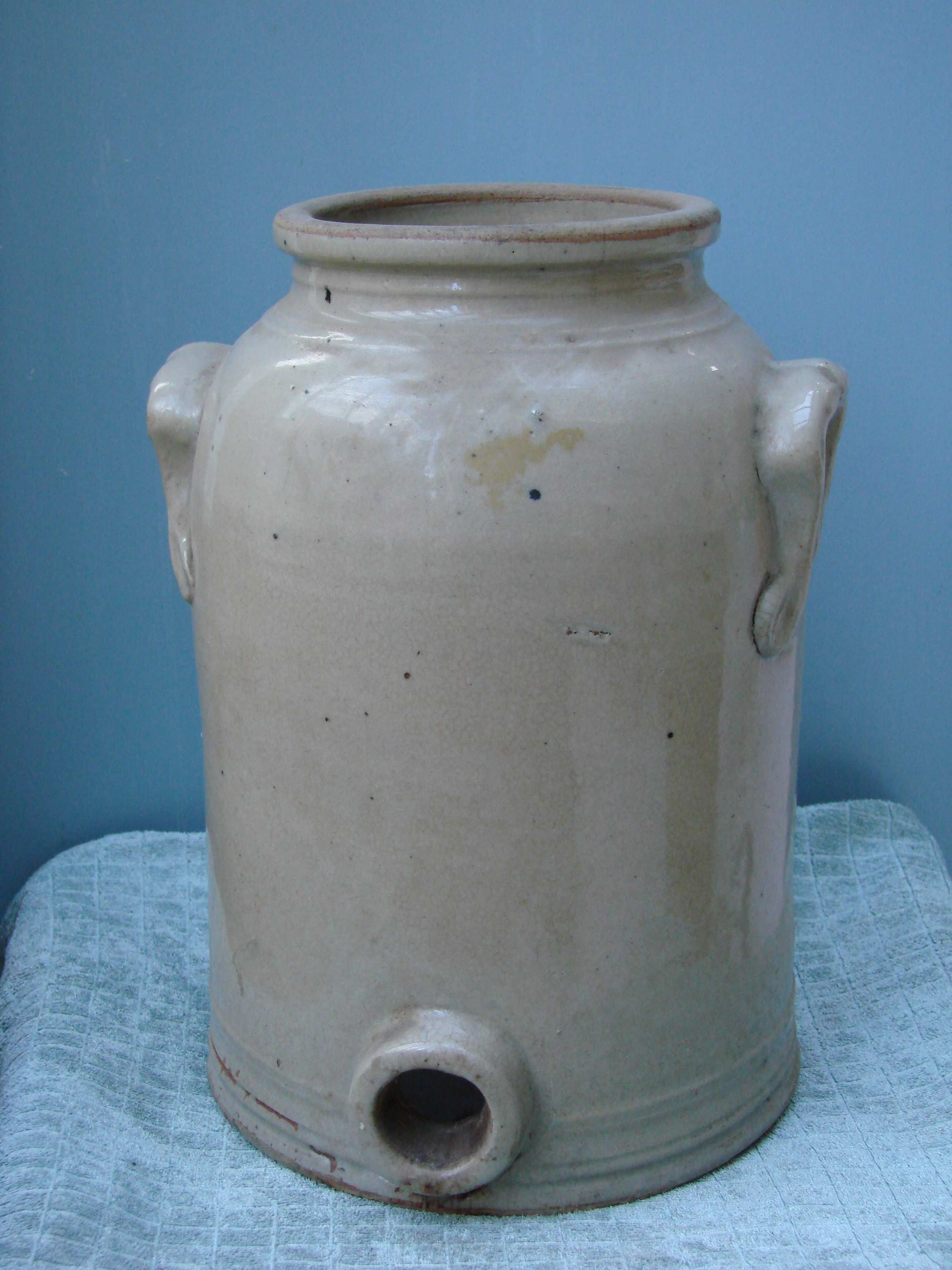
Toupine pour gros guillon
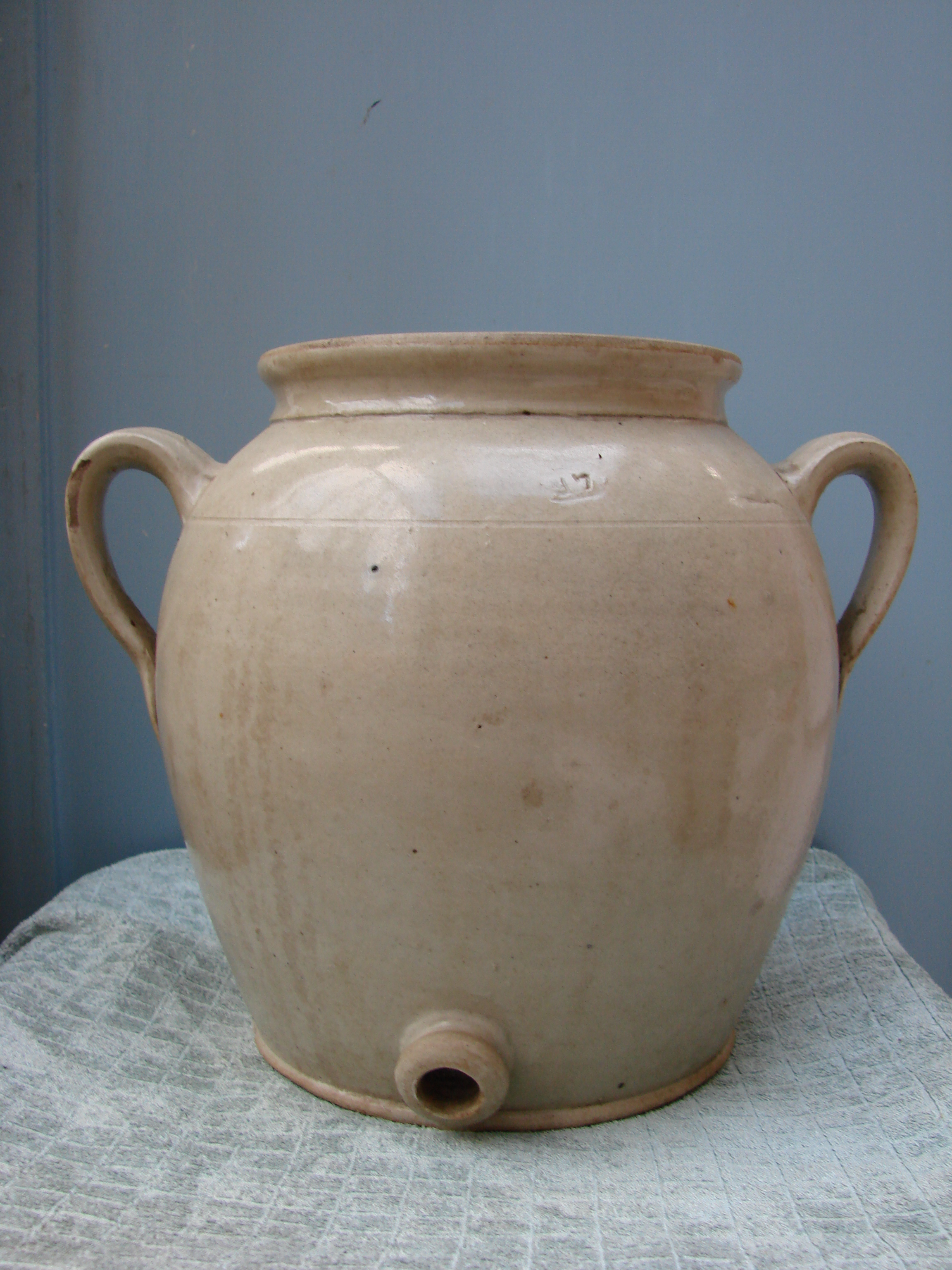
Toupine pour petit guillon

Cette préparation fromagère nécessite de vieilles tommes de vache - ou à défaut des vieux fromages de chèvre -, du fromage blanc pressé ou caillé, du bouillon de poireaux, du sel et du poivre. Le site du maître fromager Androuet est le seul à préconiser du bouillon et du fromage de chèvre. Les autres auteurs, Frédéric Zégierman, Jean Froc et Marie-Thérèse Hermann indiquent : petite tomme sèche de Savoie, mélange de talons de tommes de vache, brisées ou en morceaux, tomme fraîche égouttée avec du sel, du poivre, de l'eau-de-vie, du vin blanc de Savoie,,.

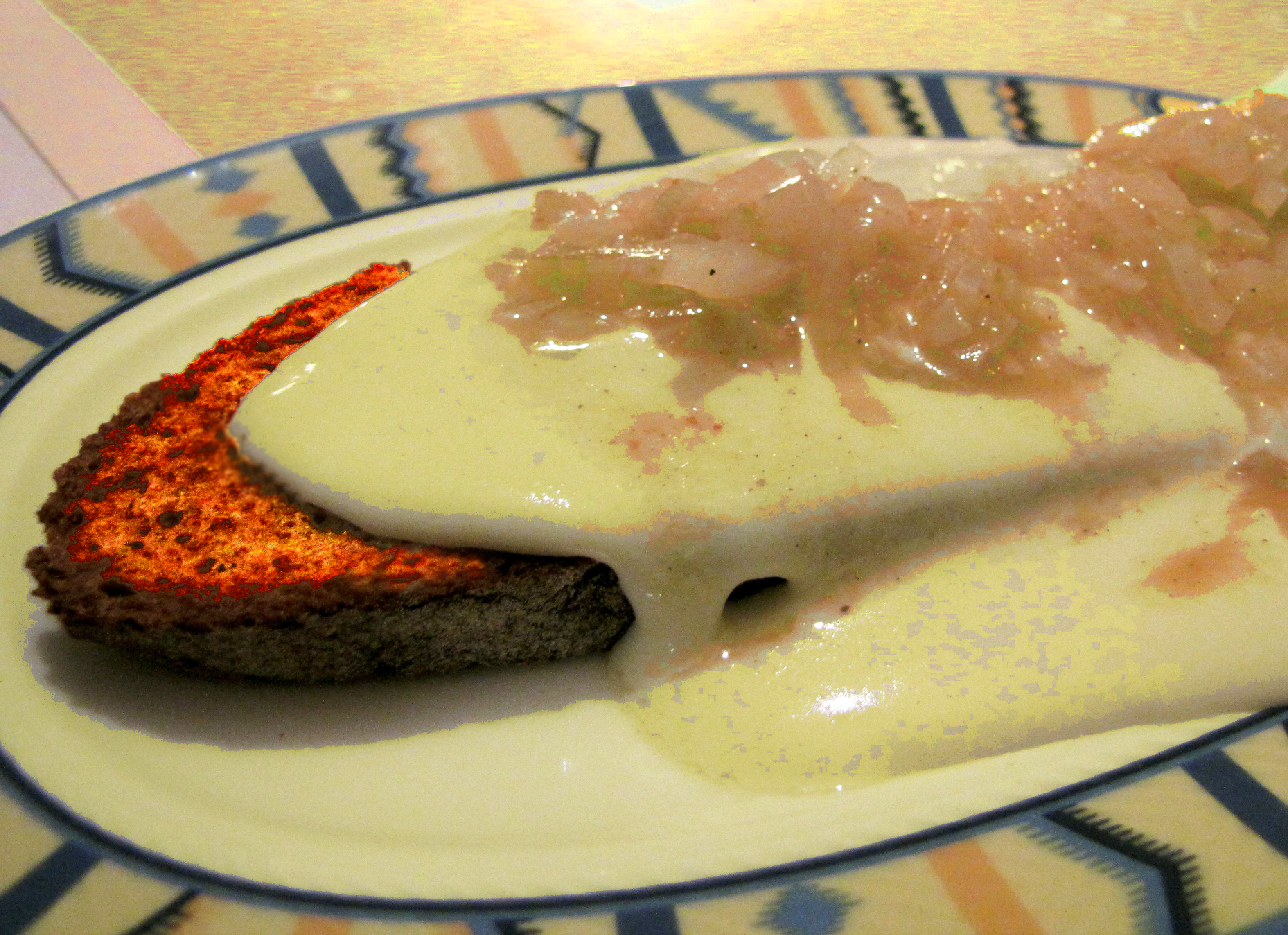
Tomme forte de Savoie sur tranche de pain dorée

Il faut d'abord écroûter, râper et piller les tommes sèches puis verser le tout dans un récipient avec du vin blanc, puis saler et poivrer avant de malaxer avec du caillé et de l'eau-de-vie afin d'obtenir une pâte. Celle-ci est versée dans une toupine. Laissez fermenter dans la toupine. Celle-ci doit être obligatoirement percée d'un trou à la base. Il est bouché avec un guillon (bout de bois), le temps de la fermentation. Son rôle va être de servir à évacuer le relait qui se forme durant celle-ci. Après quelques jours, on laisse couler cette eau de fermentation. Quand plus rien ne s'égoutte et donc qu'il n'y a plus de relait, le fromage est fait et prêt à être consommé,. On met alors la toupine dans un endroit frais, une cave est parfaite pour cela, et à chaque mâchon (collation en arpitan) la quantité prélevée est remplacée. La tomme forte est consommée avec de la polente ou rôtie au four sur des tranches de pain de campagne.

### La tracle

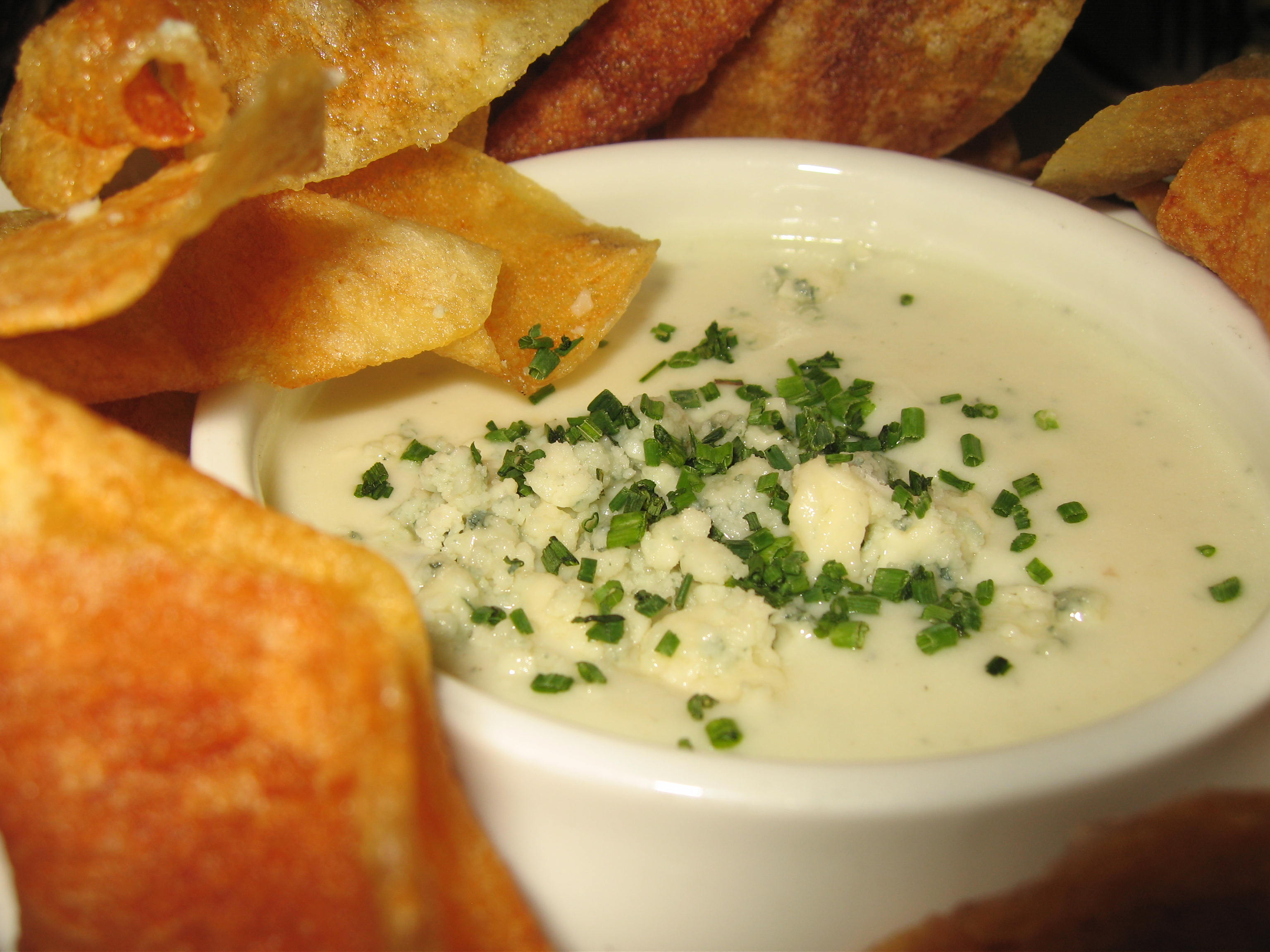
Tracle du Bugey

La tracle ou tracle du Bugey est un fromage fort élaboré dans les départements de l'Ain et de la Savoie. Cette spécialité fromagère permet un recyclage des restes de fromage et l’élaboration d’un mets relevé dégusté en fin de repas. Elle se retrouve aussi dans certains cantons de Savoie.Jean Froc, dans son ouvrage Balade au pays des fromages : Les traditions fromagères en France, paru en 2007, rappelle que la tracle du Bugey est élaborée à base de bleu de Gex, de fromages râpés, de vin blanc et de bouillon de poireau.
Le plus généralement elle est fabriquée à partir de caillé de vache (fromage frais) auquel s'ajoutent des restes de fromages locaux, du vin blanc du Bugey, du marc du Bugey ou de l'absinthe en Savoie, du bouillon de poireaux et divers aromates. Les proportions ne sont pas très précises. Certains font leur préparation en privilégiant la consistance crémeuse, d'autres avec leurs restes de fromages pour éviter qu'ils ne se perdent,. Il peut donc y entrer des croûtes de fromage crémeux mêlées à celles de fromages à pâte cuite et à pâte dure, des restes de vieux fromages secs locaux : tomme du bugey, beaufort, gruyère, crottin, fromage blanc en faisselle, etc. Mais le but recherché pour l'élaboration de cette préparation fromagère reste le même : faire refermenter des vieux fromages avec du fromage frais, de l'eau-de-vie, du vin blanc et du bouillon de poireaux,,. Elle se consomme sur une tartine de pain, parfois passée au four.

## Fromage fort dans la culture populaire

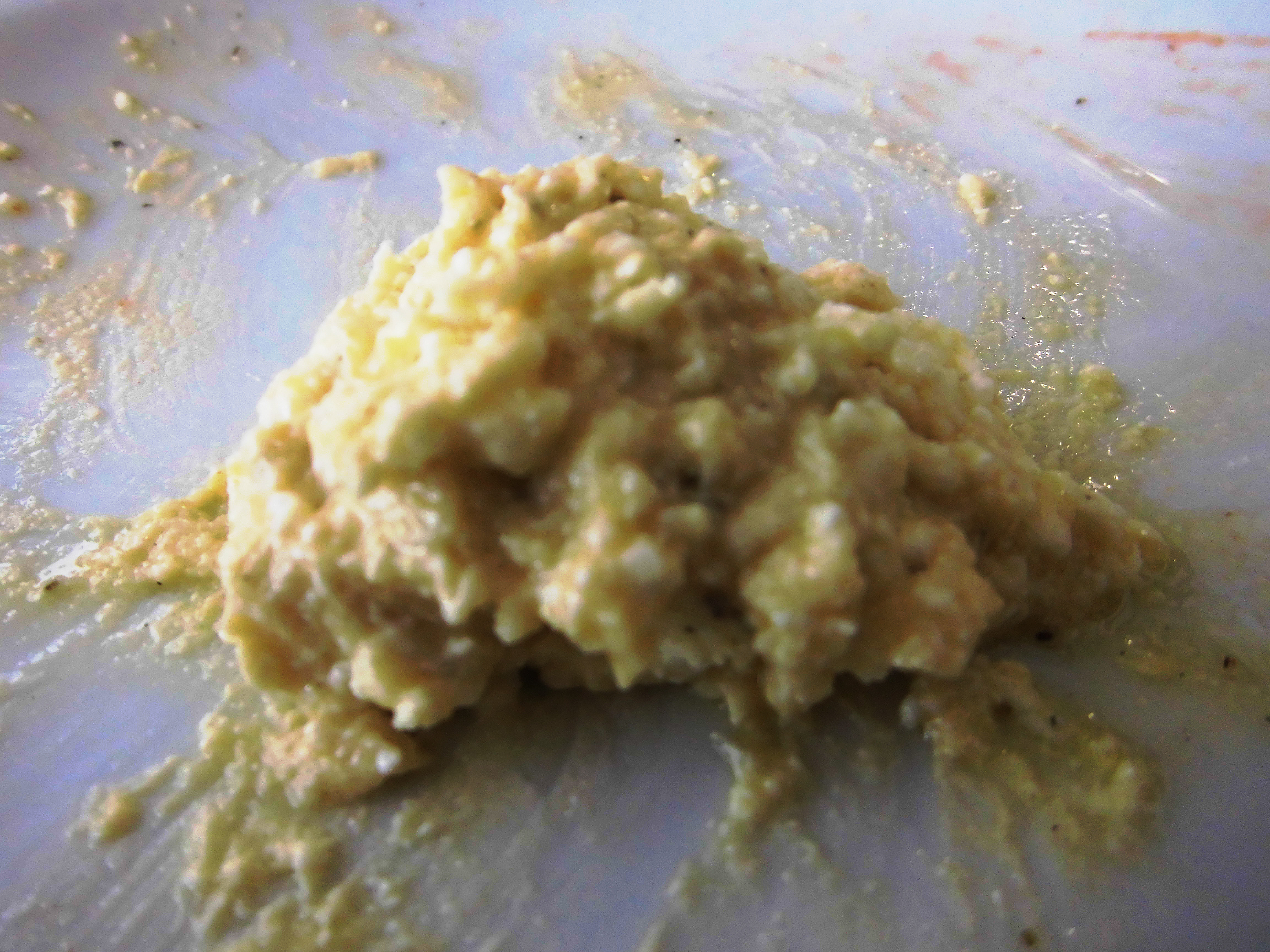
Foune, fromage fort de fiction.

- La foune est une préparation fromagère imaginaire apparaissant dans le film Les Bronzés font du ski. Ce mets est constitué de tous les restes de fromages de l'année, que l'on fait macérer avec du gras, des couennes, et de l'alcool de bois pendant deux ou trois saisons. Ce fromage fort particulièrement répugnant est fait par les montagnards accueillant les personnages principaux du film. Ils leur expliquent qu'elle se sert traditionnellement « à l'étalée », c'est-à-dire sur une tranche de pain de campagne..
- «Séparé du monde par une cloison de verre, le terrible cacha, fromage frénétique, conservé entre des feuilles de vigne ou de mûrier, concentrait en lui-même ses arômes délectables et redoutés.» Léon Daudet[64]
- Dès 1907, le poète gastronome Henri Second consacre au fromage fort un poème qui évoque ses qualités odorantes[65].

« À la cave, on met dans un coin

et de lumière pas besoin

Le nez suffit, la chose est sûre »

- Dans «Lé pèguelyon de la Castafiore», version en francoprovençal bressan de l'album de Tintin  «Les Bijoux de la Castafiore», le marquis de Gorgonzola s'appelle « Marqui de Reutideperi », c'est-à-dire « marquis de Tartine de fromage fort » (de reuti : tartine grillée ; et peri : « pourri »).
- Dans Astérix en Corse, le fromage fort casgiu merzu est utilisé par les saboteurs pour faire exploser les navires romain ou pirate.

### Autres préparations à base de récupération de fromages divers
- Fromage aux noix
- La vache qui rit
- Vache Grosjean
- Kiri (fromage)